# Walter von Montbarry

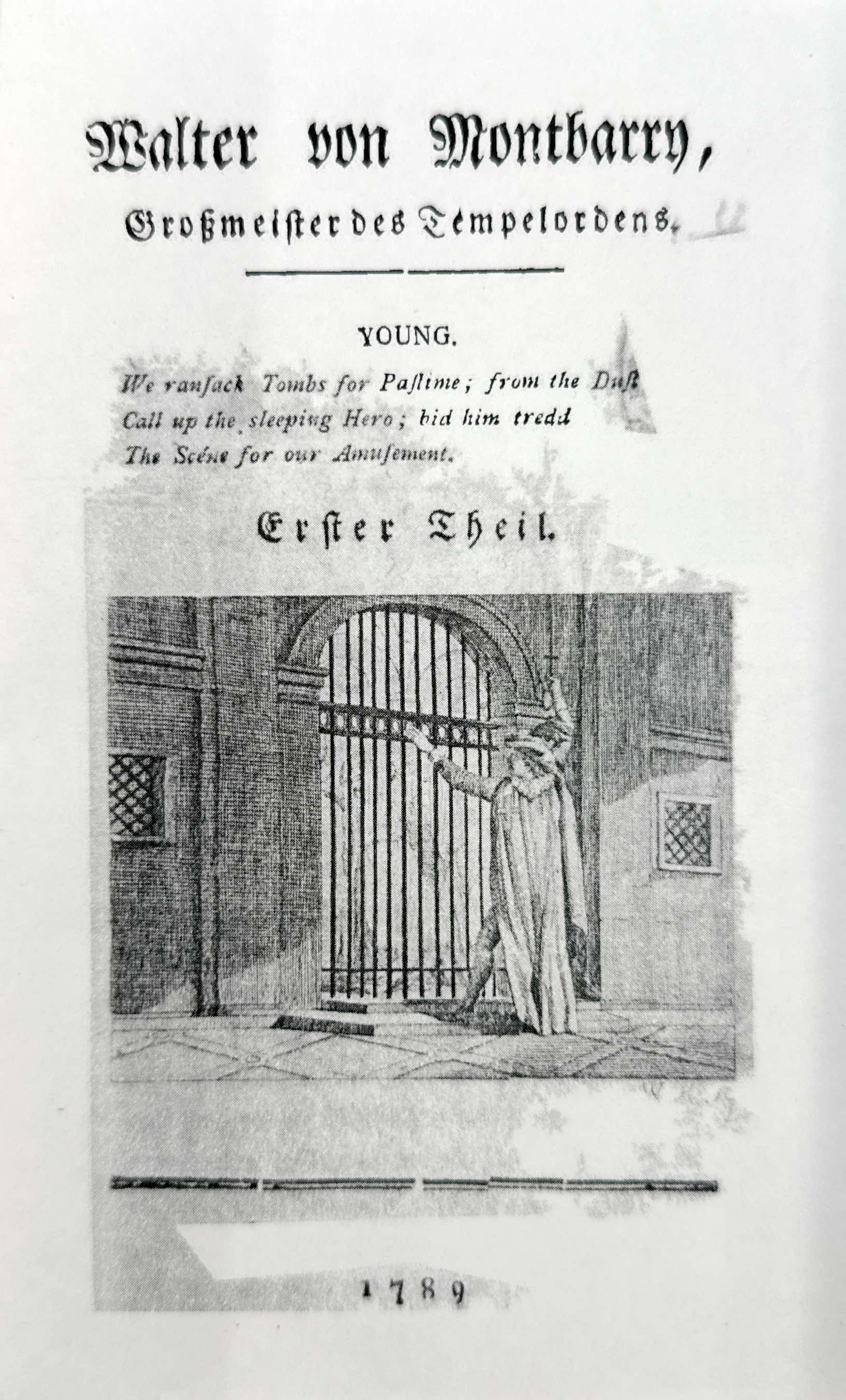
Titelblatt 1789, Band 1 – Walter von Montbarry (anonym, von Benedikte Naubert)

Walter von Montbarry. Großmeister des Tempelordens ist ein historischer Roman von Benedikte Naubert, den sie anonym publizierte. Das Werk gilt als der erste bedeutende historische Roman in deutscher Sprache. Zusammen mit anderen Romanen Nauberts war er sowohl für die Romane Walter Scotts als auch in stilistischer Hinsicht für die Romane vieler anderer nachfolgender Autoren ein wichtiges Modell. 1786 erstmals erschienen beim Leipziger Verleger Johann Friedrich Weygand, war er sowohl innerhalb des deutschen Sprachraums als auch in Übersetzungen international außerordentlich erfolgreich und stilistisch einflussreich.

## Entstehungskontext
Walter von Montbarry erschien als drittes Werk Christiane Benedikte Nauberts im Jahr 1786 bei Johann Friedrich Weygand in Helmstedt. Aufgrund der geringen gesellschaftlichen Akzeptanz weiblicher Schriftstellerinnentätigkeit wurde der Roman anonym veröffentlicht, später publizierte die Autorin auch unter männlichem Pseudonym, um sich und ihre Texte vor Benachteiligungen zu schützen. Ihr Pseudonym unterlag über die Jahre vielen Spekulationen. Kurz vor ihrem Tod im Winter 1817 berichtete der Literaturprofessor Karl Julius Schütz in der Zeitung für die elegante Welt von der Begegnung mit Naubert und gab somit ihre Identität gegen ihren Willen Preis.
In einer Epoche der zunehmenden Beteiligung von Frauen am öffentlichen Leben galt es für diese aber noch immer als unschicklich, unter dem eigenen bürgerlichen oder adligen Namen zu publizieren, Nauberts anonymes Schaffen ordnet sich in die Ordnung der Zeit ein, es entsprach der Normalität.

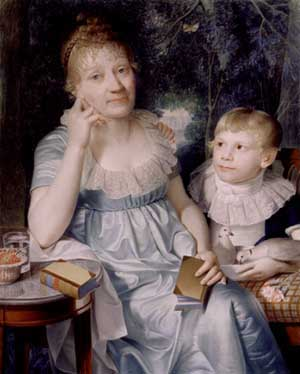
Daniel Caffé: Benedikte Naubert mit Pflegesohn (vor 1815)

Naubert verfügte im Verhältnis zu ihren Zeitgenossinnen über ein überdurchschnittliches Bildungsniveau. Sie war eine geübte Autorin und veröffentlichte aus einer belesenen Schriftstellerexistenz heraus, sprach sich selbst allerdings die Rolle einer „Gelehrten“ ab. Ihrer schriftstellerischen Tätigkeit ging eine intensive literarische Arbeit und die Auseinandersetzung mit historischen Quellen voraus, dabei entwickelte sie ein eigenes, ethisch gegründetes Geschichtsbild. Der Roman Walter von Montbarry fällt in die frühe Schaffensperiode Nauberts, in der sie eine verhältnismäßig große Zahl an Werken veröffentlichte, um nach dem frühen Tod des Vaters Johann Ernst Hebenstreit den finanziellen Nöten der Familie abzuhelfen.
Der neuartige Roman knüpfte geschickt am zeitgenössischen Erfolg von Mittelalter- und Schauerromanen an und ging zugleich in vielerlei Hinsicht über dieses Genre hinaus. Das vermehrte Interesse der Gesellschaft an historischen Überlieferungen gegen Ende des 18. Jahrhunderts beeinflusste die Literatur maßgebend. Nicht zuletzt wegen ihrer literarischen Verknüpfung historischer Ereignisse und Akteure mit fiktiven Personen (Zwei-Schichten-Technik) gilt Naubert dabei als eine der Wegbereiterinnen des historischen Romans. Nicht zuletzt Georg Lukács schrieb wie viele andere diese stilistische Modernisierung („der mittlere Held“) allerdings einseitig Walter Scott zu.
Gleichzeitig übte die Autorin in ihren Romanen immer wieder subtile Gesellschaftskritik, vor allem (aber keineswegs ausschließlich) in Bezug auf das vorherrschende Ideal von Weiblichkeit. Durch die Einbettung weiblicher Schicksale in konkrete historische Begebenheiten mit dem Ziel der Prüfung ihrer Tugendhaftigkeit treten Frauen als selbstständige Akteurinnen in Erscheinung und verlassen somit die Sphäre des „Privaten“, um die Handlung aktiv mitzugestalten. Naubert begibt sich mit ihren weiblichen Charakteren somit auf eine Gratwanderung zwischen dem Entsprechen gesellschaftlicher Ideale und der Kritik an denselben. Die Akteurinnen bieten der weiblichen Leserschaft eine Identifikationsmöglichkeit und relativieren gleichzeitig gesellschaftliche Ansprüche.

## Historischer Hintergrund
Das 12. Jahrhundert war eine Epoche, die durch weitreichende politische, religiöse und gesellschaftliche Spannungen geprägt war. In dieser Zeit stand der Konflikt zwischen Papst- und Kaisertum im Mittelpunkt der europäischen Machtverhältnisse, wodurch eine einheitliche christliche Weltordnung eine bloße Utopie blieb. Während sowohl der Papst als auch der Kaiser den Anspruch auf universale Herrschaft erhoben, entwickelte sich ein fortwährender Konflikt zwischen dem Klerus und dem herrschenden Militäradel. Die weltliche Machtstruktur dieser Epoche basierte auf drei Säulen: dem Gottesgnadentum, der Stammesherrschaft sowie dem römischen Staatswesen.

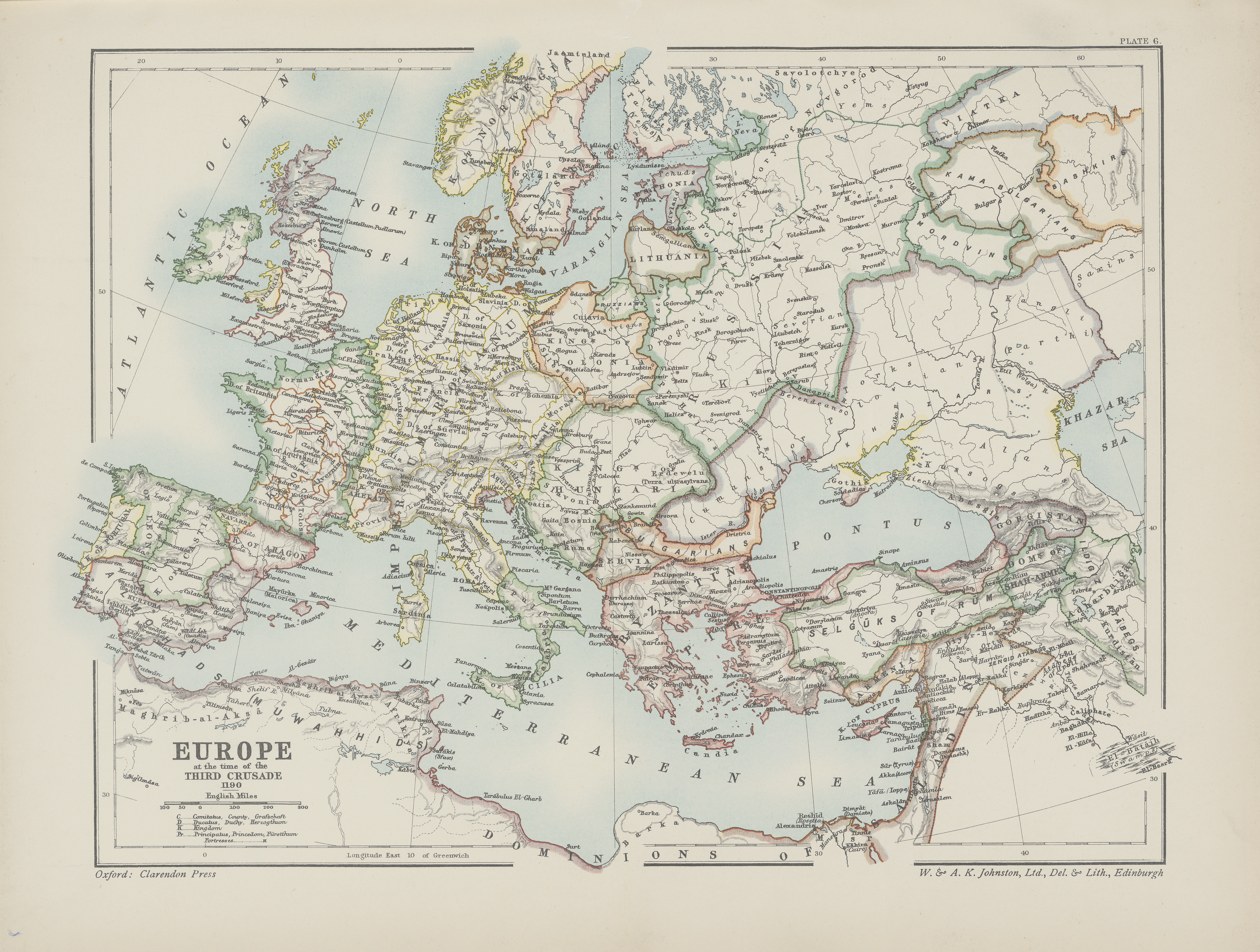
Europa in der Zeit des Dritten Kreuzzugs 1190

Der kaiserlich-papale Machtkampf verstärkte die politische Zersplitterung in Deutschland und Italien, deren Auswirkungen bis in die Neuzeit nachwirkten. Während das byzantinische Reich eine klarere Machtstruktur unter dem Modell des Cäsaropapismus bewahrte, blieb das westliche Christentum von anhaltenden Konflikten zwischen geistlicher und weltlicher Autorität geprägt.
Eine zentrale Rolle in den Reformbestrebungen des Hochmittelalters spielte Papst Gregor VII., der durch seine Dictatus Papae eine Loslösung der Kirche von weltlicher Herrschaft forderte. Innerhalb des Episkopats bestanden unterschiedliche Positionen zwischen Anhängern kaiserlicher Kontrolle und Verfechtern einer päpstlichen Theokratie. Mit dem Wormser Konkordat von 1122 wurde erstmals eine formelle Trennung der Herrschaftsbereiche von Kaiser und Kirche anerkannt, jedoch hielt der Kaiser weiterhin an seinem universellen Herrschaftsanspruch fest, was sich in der Selbsternennung Konrads III. zum Augustus widerspiegelte.
In diesem Kontext entstand in Deutschland eine apokalyptisch-messianische Vorstellung vom Kaisertum, die das Reich als Erfüllung der christlichen Endzeit sah. Diese Überzeugung prägte das politische Handeln vieler Herrscher und Theologen der Zeit. Die Ritterorden, insbesondere die Templer, waren nicht nur militärische Akteure in den Kreuzzügen, sondern auch tief in die inneren Konflikte zwischen Papsttum und Kaisertum verwickelt.
In England führte die normannische Eroberung von 1066 zu einer zentralisierten Herrschaft unter Wilhelm dem Eroberer, der 1086 alle Lehenshalter in Salisbury auf den Treueid verpflichtete und große Ländereien unter direkter Kontrolle behielt. Mit dem Domesday Book wurde im selben Jahr eine umfassende Steuererfassung eingeführt, die zur Grundlage der königlichen Verwaltung wurde. Unter Heinrich II. (1154–1189) wurden königliche Beamte anstelle von Feudalsheriffs eingesetzt, das Gerichtswesen reformiert und mit der Assize of Clarendon (1166) sowie der Assize of arms (1181) zentrale Maßnahmen zur inneren Ordnung getroffen. Der Konflikt zwischen Heinrich II. und Thomas Becket eskalierte 1170 mit dessen Ermordung, was zu wachsendem Widerstand gegen die königliche Kirchenpolitik führte. Gleichzeitig verstärkte sich die Rivalität zwischen England und Frankreich, da die Plantagenets große Teile Frankreichs kontrollierten und Heinrich II. Expansionspläne in Toulouse verfolgte, während Richard Löwenherz seine Herrschaft hauptsächlich den Kreuzzügen widmete. In Frankreich festigten die Kapetinger ihre Macht schrittweise, obwohl sie im 11. Jahrhundert noch stark von regionalen Fürsten abhängig waren.

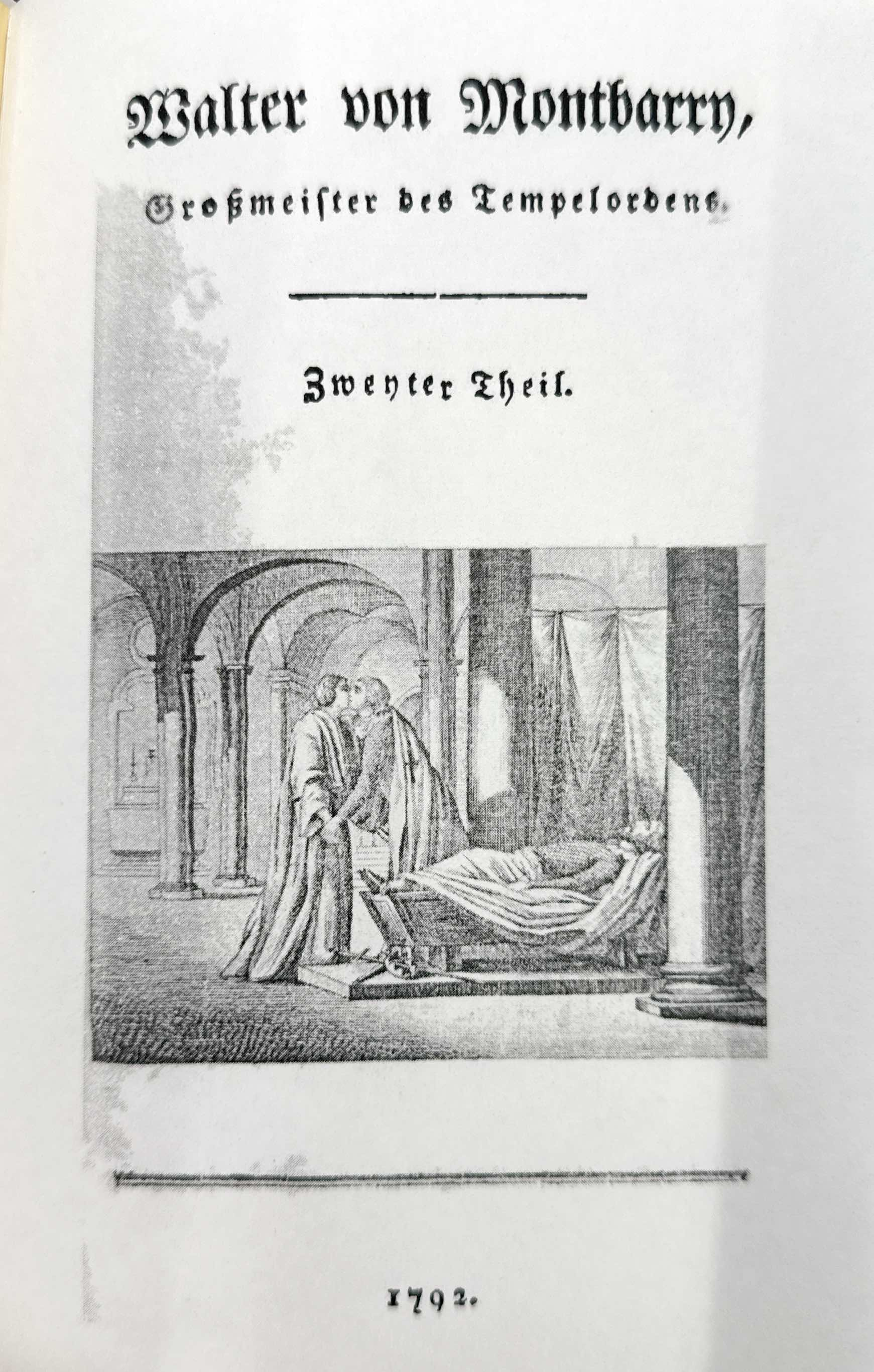
Titelblatt 1792, Band 2 – Walter von Montbarry (anonym, von Benedikte Naubert)

Philipp I. (1060–1108) konnte die königliche Domäne durch Erwerbungen wie Gâtinais und Bourges erweitern. Unter Ludwig VI. (1108–1137) wurde die königliche Autorität durch die Bekämpfung von Raubrittern gestärkt, was ihm die Unterstützung der Kirche einbrachte. Ludwig VII. (1137–1180) förderte wirtschaftliche Entwicklungen durch Rodungen und gewährte Städten neue Freiheiten, wodurch Paris als Handelszentrum wuchs. Philipp II. August (1180–1223) expandierte die königliche Herrschaft territorial, indem er große Gebiete der Plantagenets zurückgewann, insbesondere die Normandie. Während seiner Herrschaft wurde das Feudalsystem stärker an die Krone gebunden, und königliche Beamte übernahmen eine größere Verwaltungsrolle. Die wirtschaftliche Entwicklung Frankreichs setzte sich fort, mit neuen Steuermaßnahmen und der Förderung des Handels, insbesondere in Paris.
Die Ereignisse des Hochmittelalters zeigen eine tiefgehende Auseinandersetzung zwischen geistlicher und weltlicher Macht sowie die allmähliche Konsolidierung von Staaten wie England und Frankreich. Die Rivalität zwischen Papsttum und Kaisertum, die Konflikte zwischen Adel und Königtum sowie die wirtschaftliche und territoriale Entwicklung Europas prägen diese Epoche. Historische Elemente wie die Machtkämpfe zwischen Kirche und Monarchie, die militärische und verwaltungstechnische Stärkung von Herrschaftsgebieten sowie die Expansion von Städten und Handelsnetzwerken bildeten zentrale Faktoren für die weitere Entwicklung Europas. Naubert greift in ihrem Werk verschiedene zentrale Themen des Hochmittelalters auf, ohne dabei eine direkte historische Analyse vorzunehmen. Ihr Roman nutzt den Konflikt zwischen geistlicher und weltlicher Macht sowie historische Elemente wie die Rivalität zwischen Papst und Kaiser oder die Rolle der Ritterorden als narrativen Hintergrund. Darüber hinaus spielt auch die Auseinandersetzung zwischen England und Frankreich eine wesentliche Rolle in ihrer Darstellung, indem sie die politischen Spannungen und deren Auswirkungen auf verschiedene gesellschaftliche Schichten beleuchtet. Diese Aspekte werden mit fiktionalen Handlungselementen verwoben, die den historischen Kontext atmosphärisch verdichten und in die literarische Erzähltradition des 18. Jahrhunderts einordnen.

## Inhalt – Kapitelübersicht

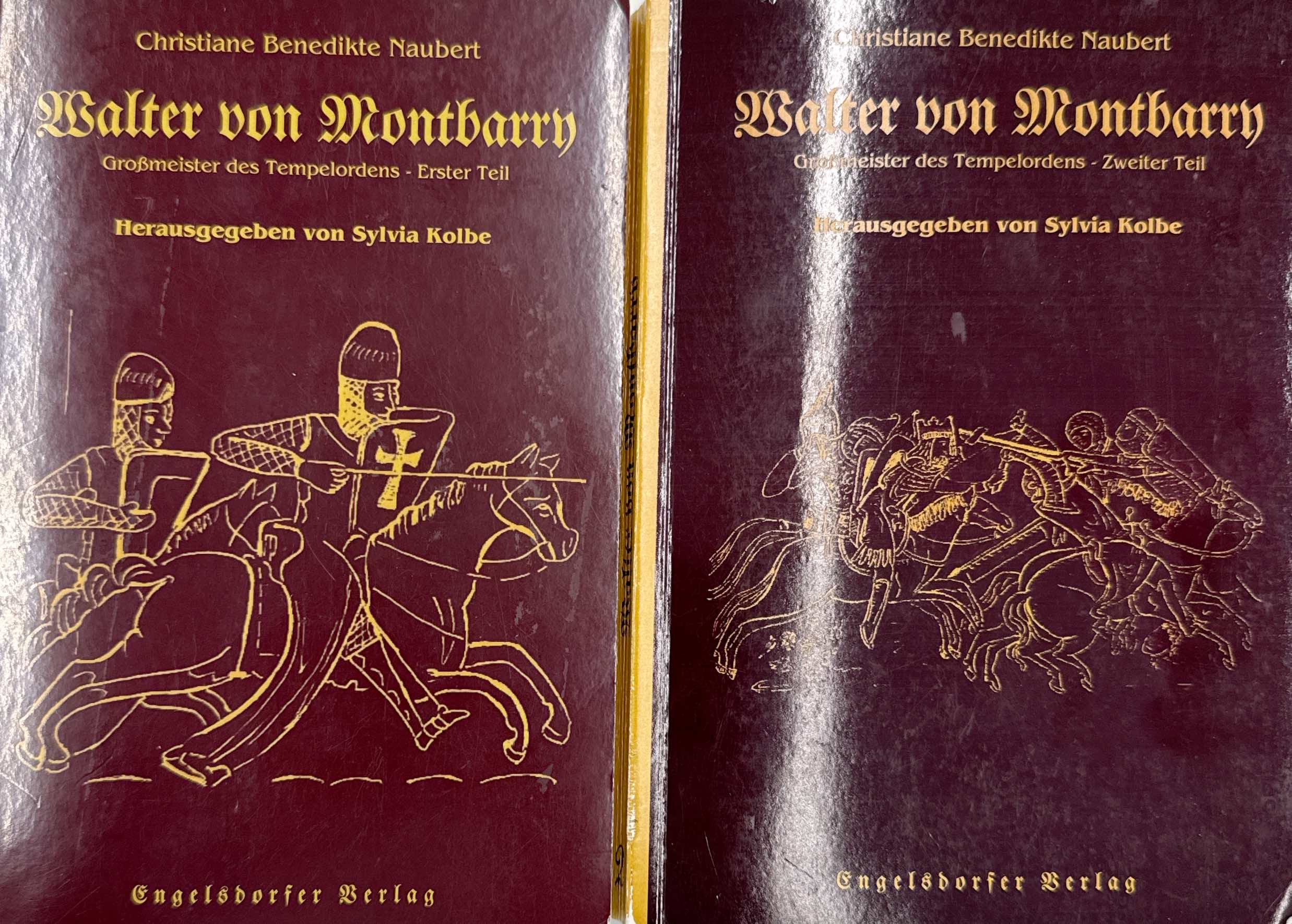
Titelblätter 2007, Walter von Montbarry (Benedikte Naubert), hrsg. von Sylvia Kolbe

Weder die Originalausgabe noch die Neuausgabe von 2007 enthalten ein Inhaltsverzeichnis. Gerade bei diesem Roman musste man diese Orientierung besonders vermissen. Alle Seitenangaben im Folgenden beziehen sich auf die Neuausgabe, besorgt von Sylvia Kolbe.

### Band 1
1.01: Hunberga von Montbarry, 12-18: Die Erzählperson stellt Figuren vor: Hunberga ist die Frau von Theoderich, einem Kreuzfahrer. Sie hat am Hof von Walter Clifford gelebt und wohnt nun auf Montçon. Philip ist Theoderichs Sohn. Er hat Remigia zur Frau. Walter und Blondel sind Hunbergas (Zieh)Söhne.
1.02: Walter und Blondel, 18-22: Blondel ist 15, Walter 10. Walter wird als klug beschrieben, Blondel als musikalisch. Es wird erzählt, Theoderich sei während der Kreuzzüge zu Reichtum gekommen.
1.03: Die Weihnachtsfeier, 22-26: An Weihnachten sind die Reichen wohltätig. Auf die schwierige Beziehung zwischen Hunberga und Remigias Töchtern, Anna und Edita, wird eingegangen.
1.04: Die Pilgerin, 26-33: Andreas, Hunbergas Bruder, erscheint. Im Auftrug von Raimund bittet er Hunberga, dessen Tochter, Matilde, aufzunehmen.
1.05: Eine dreifache feste Freundschaft wird geschlossen, 33-37: Blondel erzählt Matilde von Walter und von sich selbst. Er stammt aus England, wo er bei Walters Mutter lebte. Nachdem ihr jüngster Sohn gestohlen worden war, schickte sie beide Burschen zu Hunberga.
1.06: Ein sehr ernsthaftes Gespräch, 37-41: Andreas fordert von Philip Geld für die Kreuzzüge ein. Hunberga versucht zu begütigen, bietet ihm ihre Juwelen an und bittet, Montçon verlassen zu dürfen.
1.07: Dicht an unsere Freuden schliessen Tod und Untergang sich an, 42-45: Nachdem Philip Andreas beleidigt hat, tötet Philip ihn, worauf er Montçon verlässt.
1.08: Eine unerwartete Entscheidung, 45-50: Um Andreas wird getrauert.
1.09: Ursachen und Folgen der Erscheinung von Graf Philips Töchtern, 50-58: Philip und Remigia werden von den Söhnen des Königs von England und dem König abgewiesen. Papst Alexander schickt sie ins Kloster. Ihre Töchter werden von Hunberga aufgenommen.
1.10: Die Schwestern erregen grosse Verfolgungen wieder die drei Freunde, 58-65: Jahre vergehen. Walter ist schwermütig; Blondel entscheidet, Minstrel zu werden.
1.11: Viele heimliche Kabalen werden geschmiedet, 65-73: Anna und Edita laden Wilhelm, Graf von Leicester, den sie am französischen Hof kennengelernt haben, zu Blondels Ehrenfest ein. Walter will mit Blondel reisen.
1.12: Die Einweihung, 73-78: Walter akzeptiert, dass Hunberga seine Bitte ablehnt. Der Graf von Leicester erscheint verkleidet. Rollo nimmt Blondel als Minstrel auf, der Bischof von Aix segnet ihn.
1.13: Walters Bitte wird verwilligt, 79-82: Walter darf zum Hof von König Heinrich ziehen.
1.14: Rätsel werden aufgelöst, und neue Rätsel entstehen, 82-84: Beim Abschied erfährt Walter von Hunberga vom Mord an seiner Mutter.
1.15: Über die Fräuleins schlagen alle Wetter der Trübsal zusammen, 85-93: Hunberga verheimlicht Walters Abreise. Sie schickt Anna und Edita ins Kloster.
1.16: Die stöchadischen Inseln, 94-99: Paul begleitet Walter, sie reisen nach Marseille. (Die stöchadischen Inseln heute: Îles d’Hyères und Îles du Frioul.)
1.17: Das Kloster, 99-104: Walter und Paul erreichen das Kloster, welches sowohl in seiner Form als auch an seinen Bewohnern vorgestellt wird. Walter soll ein Jahr bleiben und sich an die Regeln des Klosters halten, aber nicht notwendigerweise an jene der Mönche. Er wird dem Mönch Ufo zugeteilt, der fortan für ihn zuständig ist, nachdem Paul – mit dem Hinweis darauf, dass er wiederkommen würde – die Rückreise antritt.
1.18: Walters Klosterleben, 104-113: Walter und Ufo bauen eine innige, elterliche Beziehung zueinander auf. Walter verstößt gegen Regeln des Klosters, da die Verstöße aber nicht verheerend sind, lässt Ufo diese durchgehen. Als Walter aber einen Wolf erlegt, der einen Hirtenjungen angreift, ist Ufo böse wegen des Dolches, den Walter immer bei sich trägt, auch ist Blutvergießen streng untersagt. Dennoch versöhnen sie sich bald darauf wieder, da beide einander brauchen und lieben.
1.19: Ufo erzählt, 113-118: Ufo erzählt Walter viele Geschichten. So auch die Geschichte der armen Ritter von Jerusalem, die barmherzig waren und fromme Helfer. Noch ist Walter nicht bewusst, dass die Geschichte von den Tempelrittern handelt, denen auch der edle Ritter Andreas einst angehörte.
1.20: Die Tempelherren, 118-125: Ufo erzählt seine Geschichte. Er war Waffenträger von Hugo von Pajens, der dem Orden der Hospitaliter beitreten wollte, aber aufgrund seiner Armut abgewiesen wurde. Nach einem Konflikt mit diesen flüchten Hugo und Ufo nach Europa und Hugo gründet mit weiteren Rittern den später so genannten Orden der „Streiter Christi“, deren Ordensregeln von Bernhard von Clairvaux entworfen wurde. Sie kehren nach Palästina zurück, wo sie offiziell anerkannt werden, und schließen Frieden mit den Hospitalitern. Auf einer Reise nach Europa tötet Ufo im Streit aus Versehen einen Freund, ihr Schiff erleidet daraufhin als vermeintliche STrafe Gottes Schiffbruch und Hugo und Ufo werden als einzige Überlebende an die Insel des Klosters gespült. Ufo und Hugo trennen sich daraufhin, Ufo muss nach einer Pilgerreise zum Papst für den Rest seines Lebens im Kloster bleiben, um Buße zu tun und leidet bis heute unter diesen Erlebnissen.
1.21: Die Wallfahrt, 126-131: Walter wartet nun schon über ein Jahr auf die Rückkehr von Paul. Es treffen nicht viele Schiffe auf der abgelegenen Insel ein, doch eines Tages ist es so weit. Paul ist nicht unter den Gästen, doch ein Gesandter, welcher den Besuch den Vicomte und seines Hofstaats ankündigt. Sie flehen in ihrer großen Not um die Vergebung ihrer Sünden, um der Pest zu entkommen. Trotz der Gefahr der Krankheit werden sie mit offenen Armen empfangen.
1.22: Der Tod tritt in die Fußstapfen der Pilger von Marseille, 131-133: Die Pest breitet sich unter den Klosterbrüdern auf der Insel aus und viele sterben an deren Folgen, darunter auch Ufo, welcher von Walter begraben wird. Walter selbst bleibt gesund und kümmert sich fast eigenständig bis zur totalen Erschöpfung um die vielen Pestkranken im Kloster bis ein starker reinigender Sturm einzieht, der das Kloster lüftet, wodurch sich die Kranken allmählich erholen können.
1.23: Das Fest, das, wie bei vielen geschieht, sich mit traurigen Ahndungen endiget, 133-137: Ein gemeinschaftliches Mahl wird zur Feier der Pestüberlebenden gehalten. Walter wird eine Stelle im Kloster angeboten, die er nicht sofort annimmt. Die Feiernden sichten von weitem ein Schiff aus Marseille – Pauls Ankunft. Dieser ist aber nicht sehr freundlich Walter gegenüber und kündet an, dass er schlechte Nachrichten mitbringt.
1.24: Walters Hoffnungen gehen zu Grunde, 137-141: Paul stellt fest, dass die Anzahl der Mönche rapide abgenommen hat. Er berichtet über den Tod von Bernhard und Graf Theoderich. Philipp nahm nach seinem vierjährigen Klosteraufenthalt an einem Kreuzzug teil, doch hat nun mit Konsequenzen zu zahlen. In einem angeblich kurz vor seinem Ableben auf Diktat Theoderichs verfassten Schreiben Philipps steht, dass Walter der leibliche Sohn von Hunberga sei und dass sie ihn, Theoderich, betrogen hätte. Hunberga wird des Schlosses verwiesen und geht mit Mathilde auf die Flucht gen England. Im selben Brief wird erstmals der Name von Walters leiblicher Mutter erwähnt (Rosemunde of Clifford).
1.25: Etwas von der schönen Grasende, 141-147: Walter muss die Nachricht Pauls, über die Verunglimpfung Hunbergas verdauen und bekommt einen Posten im Kloster angeboten. Diesen will er jedoch nicht antreten, da es sein Ziel ist, ins Heilige Land zu gehen, um dort Ordensritter zu werden. Am Ende des Kapitels verabschiedet er sich unter Tränen am Grabe seines väterlichen Freundes und Lehrers Ufos und reist mit dem Vicomte von Barral nach Marseille, um von dort nach Palästina weiterzureisen.
1.26: Walter wird Edelknabe, Ritter und Pilger, 147-150: Anfangs bleibt Walter noch dort, der Wunsch, nach Palästina zu gehen, bleibt lebendig. Er genießt eine ritterliche Ausbildung und wird zugleich durch Falschinformationen bewusst zurückgehalten, da man ihn bei Hofe halten will. Walter verlässt Marseille heimlich und im Pilgergewand und macht sich auf den Weg zum Hafen bei Joppe. Die anderen wollten dies herauszögern, doch selbst das Angebot, zum Ritterstand herausgehoben zu werden, hielt ihn nicht davon ab. Er war zu dem Zeitpunkt ca. 15 Jahre alt.
1.27: Beschließt sich mit einem Traume, 150-154: Walter kommt im Heiligen Land an und begegnet einem fremden Mann („Ritter von St. Lazarus“), der ihn an seinem Plan („Streiter Christi“ zu werden) zweifeln lässt, doch nach seinem Traum, in dem ihm Andreas erschienen ist, beschließt er, seinen Weg zu den „Streitern Christi“ fortzusetzen.
1.28: Freimütigkeit und Zutrauen zu sich selbst sind die beste Empfehlung, 154-157: Walter macht sich auf den Weg zum Tempel, den ihm der Fremde beschrieben hat, um nachzusehen, ob sich dort seine Streiter Christi tatsächlich befänden. Im Hof entdeckt er eine Kirche, die er betritt und sich in einer Messe wiederfindet, die von Rittern besucht wird, die nach ihrem Äußeren ihn an Andreas erinnern. Dies lässt ihn erschaudern und an seinen Grundsätzen zweifeln. In diesem Zustand wird er von Odo, dem Grossmeister, angesprochen. Walter erklärt sich offenherzig dem Grossmeister, indem er ihm seinen Wunsch, Ordensritter zu werden offenbart. Der Grossmeister ist beeindruckt von Walter und bittet ihn, ihm zu folgen.
1.29: Odo von Amantis, 157-160: Der Großmeister der Tempelritter, Odo von St. Amantis, wird vorgestellt. Walter wird als Waffenträger von dessen Neffen Hugo in den Orden aufgenommen.
1.30: Walter wird Hugos Freund und Odos Liebling, 161-165: Es stellt sich heraus, dass Odo ein guter Freund von Andreas und Hunberga ist. Hugos und Walters Verhältnis ist von Anfang an mehr freundschaftlich als hierarchisch. Von Odo erfährt Walter, dass Philip nun eine wichtige Rolle in Palästina spielt. Er schlägt ihm vor, seinen Namen zu ändern, um sich vor Philip zu schützen, doch Walter möchte, dass „die Welt Walter von Montbarry kennt“.
1.31: Walters erster Feldzug, 165-171: Walter wird als Tempelritter in niedrigen Rang (als Waffenträger) aufgenommen, erlebt Intrigen und Rivalität im Templerorden. Er kämpft ambitioniert und tapfer – angespornt von der Rede und Manipulation des Templers Terrikusʼ – aber auch tollkühn in seinem ersten Feldzug; er schlägt sich wacker aber unvorsichtig für seine erste Schlacht. Walter wird in der Hitze des Gefechts schwer verwundet und wird hierfür vom Ordensgroßmeister Odo zurechtgewiesen und beschämt und soll anstatten glorreicher Teilnahme an der nächsten Schlacht im Zelt zurückbleiben bis zur Heilung seiner Wunden. Walter erfahrt hierbei die Bedeutung von Vorsicht und Strategie auf dem Schlachtfeld, und maßregelt ab nun seinen (Über-)Mut hinsichtlich zukünftiger Gefechte.
1.32: Walter bleibt immer noch Waffenträger, 171-176: In kleineren Schlachten ist Walter dabei, er schlägt sich wacker. Ralph, Terrikusʼ Waffenträger, ist beauftragt, Walter in ein schlechtes Licht zu rücken, aber er widersteht. Obwohl Odo ihn für seine Dienste belohnen will, meinen die anderen, er sei noch zu jung. Philip kommt nach Akkon und reist ohne Zwischenfall ab. Walter wächst heran. Hugo stirbt.
1.33: Die Schlacht bei Belfort, 176-184: Niederlage der Kreuzritter. Der Grossmeister wird gefangen genommen. Nureddin, des Saladin Neffe, kann als Geisel gefangen genommen werden. Walter geht freiwillig mit Odo in die Gefangenschaft.
1.34: Walter folgt dem Großmeister ins Gefängnis, 184-190.
1.35: Ein Strahl der Hoffnung für Waltern und seinen verratenen Freund, 191-197.
1.36: Saladin und Odo, 197-205.
1.37: Walter wächst schnell empor, 205-213: Der Frieden zwischen den Sarazenen und den Tempelrittern währt nur kurz: Eine neue Festung zu nah an der Grenze lässt den Konflikt wieder aufflammen. Walter kann sich in den Konflikten beweisen, obliegt allerdings auch zusätzlichem Schutz durch Saladin. Nichtsdestotrotz zeichnet er sich mehr und mehr als redlicher Gegenpol zu Arnold und speziell zu dessen Einflüsterer Terrikus ab. Die Debatte rund um das weitere Vorgehen mit Nuradin, entzündet einen Konflikt, speziell Philips Vorschlag, Nureddin heimlich zu vergiften, bevor man ihn gegen die verlorene Festung tauscht, spaltet die Tempelritter. Die Gegner des Vorschlags – angeführt von einem gerade von einer Mission zurückkehrenden Walter – gewinnen diese Auseinandersetzung (weil Walter alle erinnert, dass er den Nuradin gefangen genommen habe), in deren Rahmen Walter auch kurz davorsteht, sich an Philip zu rächen, bevor dieser – mit Terrikus Hilfe – flüchten kann. Nureddin wird weiterhin gefangen gehalten, bewacht von dem Walter nahestehenden Konrad von Staufen. Arnold bleibt Oberster Tempelritter, da Walter verzichtet, die Machtverhältnisse innerhalb des Ordens stehen aber gegen ihn.
1.38: In welchem einige neue Personen auftreten. Die Fabel von dem Igel und der Schlange, 214-224: Nachdem Philip bei den Sarazenen Halbwahrheiten vorträgt, wird Tabaria belagert, dieses kann sich aber verteidigen, was Walter noch mehr Einfluss einbringt. Er findet auch neue Freunde, wie Gerhard von Ridesser und Konrad von Stauffen (Staufen). Es werden Männer gewählt, welche den Großmeister Arnold auf seiner Reise begleiten sollen, die aber verzögert wurde, da der lasterhafte Patriarch Heraklius, der ein enges Verhältnis zu Königin Sybille von Jerusalem hat, ihnen einen Besuch abstatten will. Er erscheint und gibt sich große Mühe, so harmlos und freundlich wie möglich zu wirken, und bricht anschließend mit ihnen zur Reise nach Europa auf, wo sie Unterstützung an den Höfen anfordern sollen.
1.39: Etwas weniges von Liebe, und etwas mehr von Gift, Mord und falschem Verdacht, 224-230: Die Reisenden gehen bei Brundisi an Land. Walter ist durch die Hoffnung erwärmt, seine Geliebten wiederzusehen, besonders Matilde, die er nie vergessen konnte. Die Hospitaliter brechen nach England auf, das Ziel der Tempelritter ist Frankreich. Obwohl Heraklius mit dem Vorschlag hervorkommt, sich in Italien angekommen von den Tempelherren zu trennen, besteht Arnold, der böse Absichten vermutet, darauf, zusammen nach Verona zum Papst fortzusetzen. Dort rät Walter, der Böses ahnt, beim Gastmahl nichts von dem, was ihnen vorgesetzt wird, aufzunehmen. Arnold ignoriert dies und wird in den Morgenstunden tot aufgefunden. Er wurde mutmaßlich vergiftet, doch kann man Heraklius nicht belangen, da die Beweise fehlen. Auch die Ritter werden vom Papst unschuldig gesprochen. Walter wird zum Stellvertreter des Großmeisters in Europa ernannt.
1.40: Welches beweist, dass Walter sich besser ins Kloster als an den Hof schickte, 230-234: Walter und die Tempelritter reisen von Verona nach Frankreich an den Hof von König Philip, der allerdings zu sehr mit dem Konflikt zwischen dem englischen König und dessen Söhnen beschäftigt ist, um sich um Hilfe für die Tempelritter in Palästina zu bemühen. Durch Vermittlung des Bischofs von Tyre lässt der König ihnen allerdings schließlich doch Unterstützung zukommen. Die Tempelritter wollen weiter nach England reisen, um die Hospitaliter wiederzutreffen; Walter hofft außerdem, dort Hunberga und Matilde wiederzusehen. Damit der König sein Versprechen erfüllt, muss er allerdings noch eine Zeit in Frankreich bleiben, und so beschließt er, diese Zeit in Marseille zu verbringen und bei der Gelegenheit zuerst sein ehemaliges Kloster auf der Insel zu besuchen. Vor seiner Abreise hätte Walter gerne noch Richard kennengelernt, verzichtet allerdings wegen gewissen Vorbehalten aufgrund dessen Konflikts mit dem König darauf und reist Richtung Marseille.
1.41: Auch der Hof zu Marseille wir dem Kloster zu Liebe verlassen, 234-236: Walter kommt in Marseille an, wo er allerdings nur kurz verweilt, da sein eigentliches Ziel das Kloster auf den stöchadischen Inseln ist. Am Hof des Vikomte trifft er auf Grasende, die ihn wie einen Sohn empfängt. Walter verbringt schöne Tage in Marseille, kann es jedoch kaum erwarten seine Vertrauten auf den Inseln wiederzusehen.
1.42: Walter besucht einen Ort, den er nie so schön und ruhig wieder sehen wird, 237-240: Walter reist in sein ehemaliges Kloster, wo er mit Freuden von den Mönchen empfangen wird. Er trifft den mittlerweile greisen Abt und Paul, was in ihm ein starkes Gefühlsbeben auslöst. Schließlich erfährt Walter, dass seine Pflegemutter Hunberga und Matilde zwei Jahre zuvor in jenem Kloster nach ihm gesucht hätten und, weil sie ihn nicht finden konnten, niedergeschlagen abreisten, mit dem Kloster in Brignolle als Ziel. Schließlich verlässt auch Walter die stöchadischen Inseln.
1.43: O Wiedersehn! Vorgeschmack ewiger Freuden, nach letzter Trennung, 240-245: Walter schwärmt von Matilde und macht sich Gedanken, wie er ihr nahe sein kann. Nachdem er alle seine Ritter entlassen hatte, um deren Geschäfte fortführen zu können, macht er sich allein auf in Richtung des Klosters Brignolle und trifft auf Hunberga, die er zu dem Zeitpunkt einige Jahre nicht gesehen hatte. Sie ist als Nonne gekleidet. Er sitzt mit den anderen Nonnen am Tisch und alle sind erfreut, dass er da ist. Besonders Hunberga und Walter können es kaum fassen, sich wiederzusehen. Hunberga klärt Walter über die Folgen seines Eides in Hinblick auf seine mögliche Beziehung zu Matilde auf – speziell die Unmöglichkeit einer intimen Beziehung. Ihm wird gesagt, dass Agnes ihm am nächsten Tage erzählen wird, was mit Mathilde geschehen ist.
1.44: Geschichte Matildens von Tripoli, 246-265: Hunberga und Matilde haben nach Walters Abreise eine schwere Zeit. Sie mussten vor den neuen Besitzern des Schlosses Montcon fliehen. Sie reisen nach England, wo sie aufs Schloss Klifford kommen. Dort wird Matilde in eine Ehe mit Lord Klifford gezwungen, um Walter das Leben zu retten, den Klifford der Königin Eleonore ausliefern will. Die Ehe ist voller Leid und Klifford ist ein grausamer Mensch. Matilde wird später im Rahmen einer Intrige von Edita der Untreue beschuldigt. Ein Grund dafür ist ein Bild, was Blondel von ihr hat. Es findet ein Gottesgericht statt, ein ritterlicher Zweikampf. Prinz Richard, der, wie alle, in Matilde verliebt ist und ihr später vergeblich einen Antrag macht, ist als Matildes Kämpfer tätig und besiegt Kliffords Vertreter, wodurch Matildes Unschuld als bewiesen gilt. Matilde beschließt bei Klifford zu bleiben, nach weiteren Anschlagsversuchen, wird die Ehe vom Papst aufgelöst und Klifford verbannt. Matilde zieht mit Hunberga in ein Kloster, wo sie ein ruhiges Leben führen und wo sie Walter hinterhertrauert. Matilde verzichtet Walter zuliebe darauf, Nonne zu werden. Mit ihrer Freundin Prinzessin Zoe von Zypern zieht sie nach Zypern, deren Heimatinsel. Walter wird sehr emotional, als er die Geschichte Matildes hört, und verflucht seine Tempelritterschaft.

### Band 2

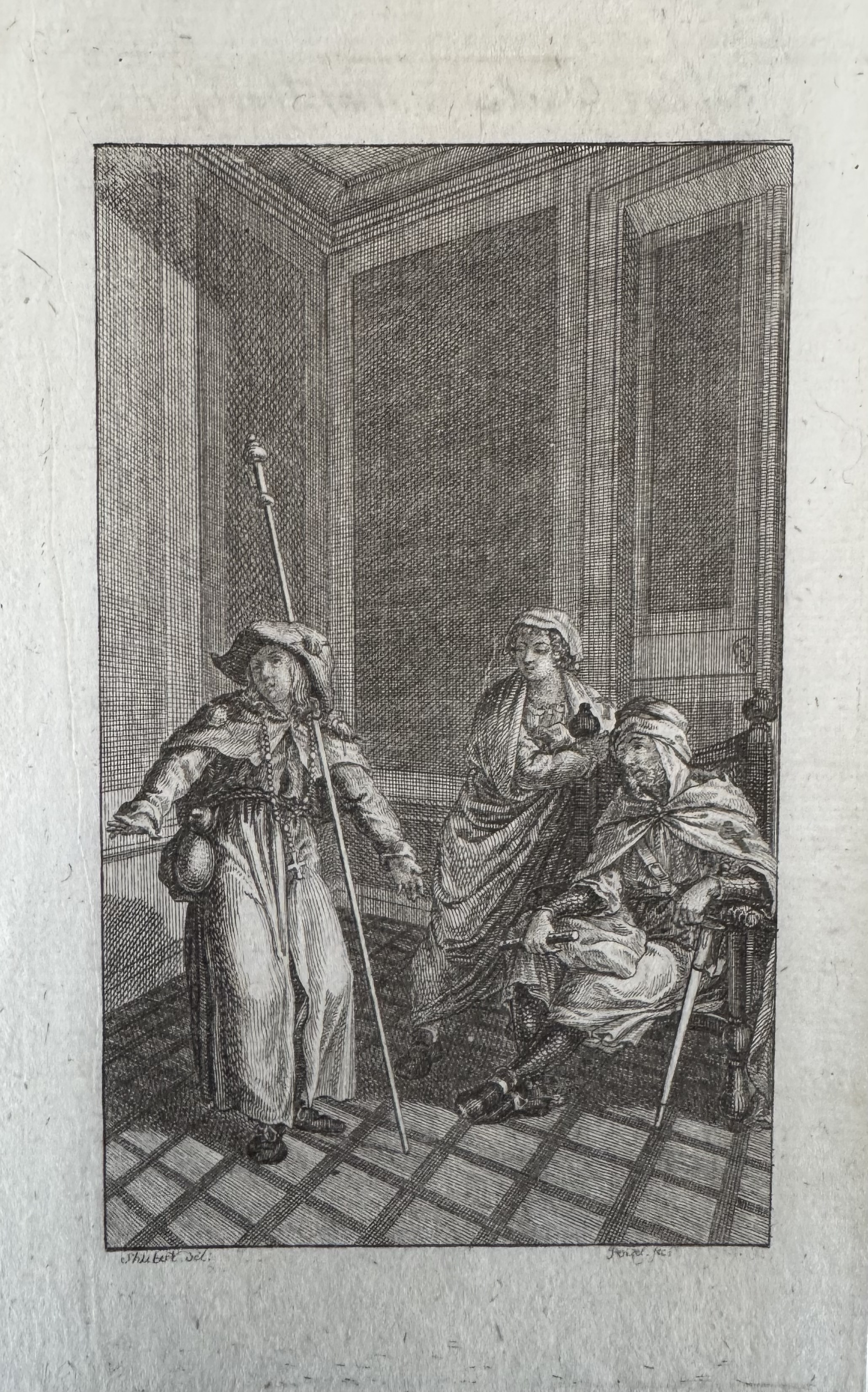
Walter von Montbarry, Kupferstich, Johann Georg Penzel fec. 1789, 11,5 × 6 cm Darstellung (Titelblatt für Wallishauser 1792)

2.01: Was man heute tun kann, soll man nicht auf morgen verschieben, 12-16: Walter geht zu Hunberga, um wie versprochen die Geschichte seiner Mutter zu hören. Er steht dabei noch immer im Zwiespalt, was sein Gelübde und seine Liebe zu Matilde anbelangt. Hunberga erzählt Walter, dass der verstorbene Grossmeister Odo einst ihr Geliebter war, bis er vom Ritter Terrikus manipuliert wird zum Tempelritter zu werden. Dieser war ebenfalls in Hunberga verliebt, als diese den Graf von Flandern heiratet, wird Terrikus auch zum Ordensritter. Bevor Walter mehr zu seiner Mutter erfahren kann, erscheint sein Waffenträger, der dringend mit ihm sprechen muss.
2.02: Folgen von Nureddins Gefangenschaft, 17-23: Paul berichtet Walter von der Zerstörung des Klosters auf den Stoechadischen Inseln durch die Sarazenen. Walter reist zu den geplünderten Inseln und Klosterruinen, um sich selbst ein Bild von der Lage zu machen. Dort trifft er auf Überlebende, die von schweren Verlusten, darunter dem Tod des Abtes, der bereits vor dem Angriff eines natürlichen Todes starb, berichten. Das ihm dargelegte Bild der Verwüstung erschüttert ihn zutiefst, und er rätselt, was die Sarazenen dazu trieb, die abgelegenen und ressourcenarmen Inseln fern des Heiligen Landes anzugreifen. Er beschließt, den Betroffenen zu helfen und das Unrecht zu vergelten. (Gespräch zwischen Überlebenden, das Walter der eigentliche Grund für die Verwüstung ist.)
2.03: Wichtige Nachrichten aus Palästina, 23-28: Walter begibt sich nach Marseille, er ist schwermütig und zweifelt an sich. Er kommt nach Marseille zum Vicomte von Barral. Konrad richtet ihm aus, dass Robert von Burgundio, der zu den Gründern des Tempelordens gehört, ihn wieder nach Palästina verlangt. Er erfährt, dass Balduin IV tot ist und Sybille, die noch dazu vom neuen Großmeister Terrikus und Patriarch Heraklius unterstützt wird, nach dem Thron strebt.
2.04: Etwas wider die Langeweile auf dem Meere, 28-31: Konrad übergibt Walter ein Paket von Hunberga. Darin enthalten sind Briefe zwischen ihr und Rosemunde, Walters leiblicher Mutter.
2.05: Briefe, 32-49: Rosemunde Klifford schreibt an Hunberga. Sie erzählt, dass sie ins Kloster gehen möchte und bereits guten Kontakt zu ihrer Äbtissin hat. Weiters sieht sie auf ihren Spaziergängen einen Jüngling, welcher ihr nicht mehr aus dem Kopf geht. Eines Tages, trifft sie recht absichtlich auf den Jungen. Sie fällt in Ohnmacht und kommt in seinen Armen wieder zu sich.
Dieser mysteriöse junge Mann stellte sich als Heinrich heraus, Heinrich gewann schnell Rosemundes Herz. Sie verliebte sich in König Heinrich, ohne zu wissen, dass er verheiratet war und heiratete ihn heimlich. Als seine Frau Eleonore davon erfuhr, begann sie Rosemunde und ihre Kinder (Walter und Gottfried) zu verfolgen und entführte Gottfried schließlich. Rosemunde musste ihre Kinder in Sicherheit bringen und lebte in ständiger Angst vor Eleonores Rache. Trotzdem hielt sie an ihrer Liebe zu Heinrich fest.
2.06: Der Ritter von Staufen weckt Waltern aus seinen Träumereien, 49-56: Walter ist aufgrund der Briefe in Gedanken verloren wegen seiner Familie. Konrad holt ihn rügend auf den Boden der Tatsachen zurück, als er im Heiligen Land ankommt. Dort übergibt Walter dem Konrad die Briefe und das Bild seiner wunderschönen Mutter. Die Sarazenen haben die Oberhand, Teile des Gebietes sind von ihnen zerstört worden. In Jerusalem trifft er Terrikus. Walter sieht die Schuld an den Zuständen vor Ort bei ihm. Terrikus kann Walter beschwichtigen und lädt ihn zu Sybille ein.
2.07: Der Hof zu Jerusalem, 56-64: Walter manövriert (ungeschickt und undiplomatisch) das tückische Sozial- und Politikgefüge des Jerusalemer Königshofs zwischen der verführenden Königin Sybille, dem zurückgezogenen Jungkönig Balduin V. und dem doppelzüngigen Patriarchen Heraklius. Walter verachtet den Pomp des Königshofes während das Kreuzfahrerreich von Sarazenen bedroht wird; dies führt zu einem weiteren Zwist von Walter mit Großmeister Terrikus, insbesondere weil dieser jegliche Verbesserungen an der militärischen Lage in Palästina verhindert. Walter macht sich mit einem Drittel seiner Truppen nach Tabaria auf, um dort die Garnison zu verstärken; ein Armeedrittel soll unterdessen in Jerusalem unter Konrad verbleiben und das letzte Truppendrittel soll sich dem Truppenkontingent in Akkon anschließen.
2.08: Neue Züge zu dem Bilde der unvergleichlichen Königin Sybille, 64-75: Walter will den Grafen Raimund von Tripoli besuchen, doch noch vor seiner Abreise trifft der Graf selbst in Jerusalem ein. Er bittet um Unterstützung, da Saladins Truppen vor Tabaria stehen. Raimund und Walter ziehen beide in die Schlacht und gehen daraus siegreich hervor. Der junge König Balduin wird von seiner Mutter den Rittern nachgeschickt, um an dem Sieg seines Vormundes Raimund teilzuhaben. Balduin, der weder die schwere Rüstung noch den langen Marsch gewohnt ist, wird schwer krank. Als Gerüchte über seinen Tod Unruhen im Volk auslösen, wird Sybille zur herrschenden Königin ausgerufen, und es wird um mögliche Ehemänner für sie diskutiert. Auch Terrikus will die Königin heiraten. Sie selbst will Walter heiraten und ihn so zum König machen, dieser lehnt ab und verlässt Jerusalem. Sybille wählt sich stattdessen den Edelmann Veit von Lusignan.
2.09: Graf Raimund predigt mächtig wie ein Prophet, und wird belohnt wie Jerusalem von jeher den Propheten zu belohnen pflegte, 75-81: Raimund erzählt Walter die Geschichte des sterbenden Balduin. Raimund hält Sybille für die Mörderin Balduins und erwartet schaudernd eine blutende Leiche in der Nähe Sybilles. Der Hof ist mit Hofinterna beschäftigt und kümmert sich nicht um die Ankuft des toten Königs. Raimund platzt in Sybilles Kabinett und konfrontiert sie mit der Wahrheit – man ist zornig, weint und versteckt sich. Sybille besucht ihren toten Sohn nicht und die Leiche muss nicht bluten.
Raimund bricht von Jerusalem auf und zieht nach Tabaria. Roger und eine große Streitmacht aus England kommen in Jerusalem an. Terrikus manipuliert sie gegen Raimund ins Feld zu ziehen. Daraufhin wird Raimund in Tabaria eingeschlossen und kann keine Botschaft nach außen schicken.
2.10: Ende der Belagerung von Tabaria und Akkon, 81-87: Den Belagerten Tabarias gehen allmählich die Lebensmittel und das Wasser aus und es verbreiten sich tödliche Krankheiten. Selbst die Kapitulation Graf Raimunds kann Terrikus nicht zum Abziehen bewegen; indessen bekommt Raimund einen Brief von Saladin zugeschickt, in welchem er ihm mitteilt, dass er seine Stadt retten wird, mit der Warnung, er möge den Tempelrittern Saladins Vorhaben nicht verraten. Raimund erhebt trotz moralischer Sorgen keinen Einspruch und die Belagerung Tabarias wird am nächsten Morgen durch sarazenische Streitkräfte beendet, wobei sich Veit von Lusignan vor dem Kampf drückt. Terrikus erzählt Roger von Mulinis, der kurz verreist ist, bei seiner Rückkehr, Raimund habe sich mit den Sarazenen verbündet und damit christlichen Hochverrat begangen. In der Stadt Akkon, welche von dem Sarazenen Techedin belagert wird, gelingt es Walter in höchster Not mit Hilfe von griechischem Feuer, das als unritterlich gilt, die feindlichen Streitkräfte zu besiegen, woraufhin er nach Tabaria reist, weil er dort Mathilde vermutet.
2.11: Raimunds Weisheit und Walters Tapferkeit unterliegt der größern Anzahl der Toren, 87-92: Tabaria schien gerettet, doch Graf Raimund liegt es schwer im Magen, dass ausgerechnet Saladin sie gerettet hat. Walter möchte ihm zureden und sein Gewissen beruhigen. Nachdem Roger von Mulinis ihnen zuredet, versöhnen sich die Akteure.
Während sich die Akteure in Jerusalem befinden, kommt das Gerücht auf, Saladin würde Tabaria belagern wollen. Raimunds Familie befindet sich noch dort. König Veit möchte dies aufhalten und es wird beraten, wie weiter verfahren wird. Drei Tage später begeben sie sich nach Tabaria.
Das christliche Heer stößt bei Marsteck auf Saladin und nach einem Tag voller Kampf zeigt sich die Stärke der Tempelritter, bei der selbst Terrikus mithilft. Trotzdem gewinnen die Sarazenen, weil Veit aus Angst vor dem Kampf mit samt den Proviant flüchtet, und nehmen die Akteure gefangen. König Veit versucht, sich selbst zu schonen, indem er Saladin das heilige Kreuz übergibt. Dies scheitert und auch er wird gefangen genommen. Inzwischen wird auch Jerusalem überfallen. Walter möchte Hilfe holen und begibt sich nach Akkon, um die Tempelherren und den gefangenen Nureddin auf eine Burg zu bringen, um diese zu schützen. Nureddin wird gegen Terrikus und das heilige Kreuz eingetauscht. Schließlich begeben sich Konrad, die Belforte und Walter Richtung Europa, um Hilfe zu holen.
2.12: Ritter Konrad ist irre, und zieht Waltern gleichfalls in einen Irrtum, 93-96: Walter ist zusammen mit Konrad auf einer Reise nach England. Walter ist aufgrund der Niederlage gegen die Sarazenen im heiligen Land, aber auch aufgrund einer Vertrauenskrise zu seinem Orden niedergeschlagen und fragt sich, ob seine Ordensbrüder wirklich moralisch richtig handeln. Schließlich gesteht Konrad, dass er sich in das angebliche Bildnis von Matilde verliebt habe, dass er für Walter aufbewahren sollte. Konrad stellt klar, dass er beinahe ein Nebenbuhler um Matildes Gunst geworden wäre. Es stellt sich heraus, dass es sich bei dem Bild nicht um Matilde, sondern um Rosamunde handelt und Konrad wird klar, dass er sein Herz einem Phantom geschenkt hatte, einer Frau die bereits tot war. Die beiden hüllen sich in Schweigen und eines Tages meint Konrad zu Walter, man solle das Gespräch über ein gewisses Bild doch vergessen und droht ihm, dass jener ihm nicht seine Fehler vorhalten solle.
2.13: Gar eine verwirrte Geschichte, welche sich erst lange darauf in der Folge aufklärt, 97-102: Konrad von Staufen eröffnet Walter von Montbarry, dass er den inhaftierten Nureddin in der Obhut des Gerhard von Riedesser ließ, da er damals anderen Pflichten nachkommen musste. Unter Aufsicht Gerhards entkam Nureddin, da eine junge Frau, die sich als Tochter des Grafen Raimund vorstellte und sich zuvor auf dem Hof von Zypern in Nureddin verliebt hatte, den Wächter bestechen und so ihren Liebsten befreien konnte. Konrad ist sich sicher, dass es sich bei der Dame um Matilda von Tripol handeln muss, obwohl er sie kaum gesehen hat, und lässt sich dies von einem der Belforts bestätigen, der sie wohl genauer hatte betrachten können, aber trotzdem nur sehr oberflächlich beschreiben kann, was Konrad als Beweis ausreicht. Walter hatte jedoch die Geistesgegenwart, bei Unstimmigkeiten in der Geschichte des Konrad kritisch nachzufragen, der aber auf jede Frage eine passende und plausible Antwort zu haben scheint. Walter ist über diese Eröffnung zwar sehr bestürzt, hat aber trotz seiner großen Trauer genug Verstand die Inkonsistenzen in der Geschichte zu bemerken, seine Zweifel nicht völlig in den Wind zu schlagen und bei Hunberga um genauere Auskunft zu bitten, sobald er in Frankreich ankommt.
2.14: Hunberga sieht weiter als Walter, und töstet ihn, 102-105: Walter erreicht das Kloster de la Celle, wo ihm Hunberga einen Brief seines Vaters (König Heinrich) übergibt, der ihn dringend nach England ruft, um ihn vor seinem Tod zu sehen und ihm vor seinem Tod die Grafschaft Anjou zuzusprechen. Er plant schnellstmöglich nach England zu reisen, doch die Gerüchte über Matilde machen ihm Sorgen, denn es heißt, sie sei die Geliebte des Sarazenen Nureddin. Hunberga beruhigt ihn und widerlegt die Gerüchte. Mathilde sei erst einige Zeit nach Nureddin in Zypern gewesen. Gestärkt und beruhigt verlässt Walter das Kloster und verabschiedet sich mit neuem Mut, um nach England zu reisen.
2.15: Träume, 105-107: Bei der Gräfin von Flandern erhält Walter so viel Trost, dass nun sein Kummer wegen Matildes ablehnender Haltung völlig in Vergessenheit gerät. Seine bisherigen Überlegungen waren wohl falsch, dass Matilde Nureddins Geliebte sein könnte und sie sich jemals getroffen haben könnten. Überdies freut sich Walter, dass er nun endlich seinen Vater wiedersehen darf und nicht, wie er fürchtete, auf dem Briefweg von seinem Tod erfahren würde. Neben dem Wiedersehen mit seinem Vater, beglückt Walter auch, dass ihn König Henrich zu sich beruft, um ihm die Herrschaft über die Grafschaft zu erteilen. Dann hätte er die materielle Basis, um Mathilde heiraten zu können. Walter möchte mit einem großen Heer ganz Palästina überschwemmen, die Sarazenen demütigen, Jerusalem in seine Gewalt bringen und im Heiligen Land ein Gesetz festlegen, dass das Heilige Land von nun an den Christen gehören würde.
2.16: Walter lernt zween seiner Brüder kennen, 107-115: Walter erhält einen Brief von Hunberga mit der dringenden Nachricht, er müsse seinen sterbenden Vater besuchen. Er macht sich rasch auf den Weg, kommt aber zu spät. Beim Besuch der Aufbahrungshalle trifft er seinen Bruder Gottfried. Dieser segnet ihn im Namen des Vaters und gemeinsam trauern sie. Schließlich kommt auch Richard bei der Kapelle an. Der Leichnam fängt an, aus den Augen zu bluten, und Richard wird ohnmächtig. Als er wieder zu sich kommt, möchte er sich mit dem Dolch ins Herz stechen. Einer seiner Minstrel kann ihn jedoch davon abhalten. Walter und Gottfried beschließen, ihn zu Gottfried nach Hause zu bringen. Während Walter, Richard begleitet, bemüht sich Gottfried, den Leichnam von Blut zu säubern. Er betet zu Gott und schließlich hört das Blut auf zu fließen – Heinrich vergibt Richard.
2.17: Auch Blondel von Nesle erscheint, 115-117: Walter bittet den Bischof von Lincoln für die Beerdigung des Königs zu sorgen. Die Beisetzung wird nur im engsten Kreise abgehalten. Walter weicht, aus Mitleid, in den nächsten Tagen nicht von Richards Seite. Richard scheint langsam von seiner Krankheit zu genesen und fängt an, nach seinem Freund Blondel zu fragen. Walter kann es kaum glauben, seinen alten Freund wiederzusehen, der den Ritter in großer Sorge um Richard zunächst allerdings gar nicht erkennt. Als Richard schließlich erfährt, dass Walter der treue Freund aus Blondels alten Geschichten ist, ist auch dieser außer sich vor Freude.
2.18: Blondel verteidigt seinen Freund, und erzählt seine Geschichte, 117-139: Blondel erzählt Walter, warum Richard überzeugt davon ist, der Mörder seines Vaters zu sein: So ist Richard der missachtete Sohn, gezeichnet von Verachtung seines Vaters Henrich und dessen anderer Söhne und der Wut, die die verstoßene Königin Eleonore durch ihre Schilderungen in ihm säte. Richard verbrachte viel Zeit bei ihr, da sie ihn beachtete. Sie erkannte in ihm die Möglichkeit, ihn als Werkzeug gegen Henrich zu benutzen. König Henrich hatte Teile Eleonores Ländereien in Guienne zu seinen erklärt, doch anstatt ihren Gemahlen um Hilfe zu bitten, bat sie Richard an den französischen Hof zu reisen, um seinen Bruder für seine Taten zur Rede zu stellen. Doch Graf Leicester hatte König Henrich frühzeit über Richards Vorhaben informiert und nach Rom geschrieben, um einen Bannstrahl für seine Söhne zu erhalten, den er bereitwillig erhielt. Dem weltlich orientierten Heinrich machte dies nichts aus, doch Richard schauderte bei dem Gedanken, aus der Gemeinschaft der Christenheit ausgeschlossen zu werden. Er bemühte sich darum, zwischen seiner Mutter und seinem Bruder zu vermitteln und eilt zu seinem Vater, um diesen von seiner Unschuld zu überzeugen. Unter dem Einfluss seiner Mutter denkt Richard immer schlechter von seinem Vater. Insgesamt folgen mehrere Ereignisse, bei denen Richard von seinen Familienmitgliedern immer mehr gedemütigt wird. Er lebt nun in einem einsamen Schloss, wo er Blondel kennenlernt. Richard verliebt sich in Alice, Prinzessin von Frankreich, darf sie aber nicht heiraten. Schließlich ist Heinrich gegenüber seinen Söhnen besser gestimmt und lässt sich sogar überreden, Eleonore an seinen Hof zu rufen. Auch Richard ist schließlich wieder in London und trifft dort auf Matilde, in die er sich verliebt. Leicester und Eleonore benutzen dies, um Richard wieder gegen seinen Vater aufzuhetzen. Als Richards älterer Bruder Heinrich stirbt, bereut er sein Verhalten gegenüber seinem Vater. König Philip will Alice nun doch mit Richard verheiraten (seine Bedingungen sind allerdings sehr anmaßend), dieser lehnt aber ab und kündigt Philip die Freundschaft. Er eilt nach Chinon, um sich bei seinem Vater zu entschuldigen, dieser ist allerdings bereits tot.
2.19: Richards fromme Vorurteile. Walter Graf von Anjou. Blondel Schiedsrichter zwischen zween Brüdern. König Heinreichs Totenfeier, 139-143: Richard erholt sich von seiner Krankheit und erklärt sich bereit, nicht nur den Kreuzzug zu unterstützen, sondern auch selbst nach Palästina zu reisen, als (egoistische) Buße. Er ernennt Walter zum Grafen von Anjou, da dies die Ländereien waren, die Heinrich für ihn bestimmt hatte. Beide Brüder kommen sich näher und einigen sich darauf, den Konflikt zwischen ihren Müttern soweit es geht zu ignorieren, um nicht in Konflikt miteinander zu geraten. Walter wohnt nicht Richards Krönung bei, sondern beschließt, das Grab seiner Mutter Rosamunde zu besuchen. Vor seiner Abreise sendet er Boten an Hunberga und Konrad von Stauffen, um sie von den Geschehnissen zu unterrichten.
2.20: Wallfahrt zu Rosemundens Grabe, 143-149: Walter, der nun der Graf von Anjou war, reist nach England, um das Grab seiner Mutter Rosemunde zu besuchen. Da er in einem schlechten Gemütszustand ist, verzichtet er darauf, die Krönung Richards zu besuchen. Er begibt sich auf den Weg in die Marienklöster in Godstow, um eine alte Freundin Rosemundes zu besuchen, welche sich Lady Marie nannte. Sie erzählt ihm von Rosemundes Leben im Kloster und erwähnt, dass die Art, wie sie gestorben ist, ihr nicht bekannt sei. Sie erzählt, dass es einen alten Mann gibt, welcher Rosemundes Grab sehr oft besucht und wahrscheinlich Genaueres weiß. Heinrich kommt das Grab seiner Frau besuchen und gestaltet gemeinsam mit den Nonnen ein Denkmal für Rosemunde. Ihr Grab wird geschmückt und in die Mitte des Chors der Klosterkirche versetzt. Dieses wird vom Vorsteher des Klosters, Bischof Hugh von Lincoln, zerstört, aufgrund von Rosemundes Ruf als Mätresse. Lady Marie und die Nonnen setzen das Grab wieder an dessen ehemalige Stelle. Walter erfährt, dass sein Bruder Gottfried das Grab Rosemundes sehr oft besucht und gegen eine Erneuerung des verwüsteten Grabs ist, da seine Mutter in Ruhe und Einfachheit leben wollte und auch so ruhen soll.
2.21: Rosemundens Totenfeier. Unsere Worte, unsere Gedanken werden oft von Unsichtbaren belauscht, 149-158: Walter trifft im Kloster Godstow seinen alten Lehrer „Rollo“. Er bittet ihn, die Wahrheit über den Tod seiner Mutter Rosemunde zu erzählen. Da sich Rosemunde weigerte, König Heinrich zu verlassen, wurde sie von Königin Eleonore ermordet. Eleonore stach sie in einem Wutanfall nieder und verbreitete Gerüchte, Rosemunde habe Selbstmord begangen, um ihren Ruf zu zerstören. Rollo brachte Rosemundes Leichnam ins Kloster nach Godstow, wo sie schließlich begraben wurde. Am Grab beschließt Walter, die Gebeine seiner Mutter nach Fontevrault zu bringen, wo auch König Heinrich begraben ist. Als er den Wunsch äußert, wird die Stimmung unheimlich. Rollo glaubt, dass das ein Zeichen ist, dass Rosemunde nicht möchte, dass ihr Grab geöffnet wird. Walter ist zwiegespalten bezüglich des Status Quo des Grabes und nimmt diesen vorerst hin. Er besucht es in den nächsten Tagen oftmals.
2.22: Die Helfer der Christenheit vermehren sich stärker als es Waltern lieb ist, 159-161: In den Briefen Blondels erfährt Walter, dass König Philipp plant, persönlich am Kreuzzug teilzunehmen, wobei er zuvor mit seiner Schwester, Prinzessin Alice, London besuchen will. Walter ahnt, dass die beiden eine Vermählung zwischen Alice und Richard planen und kann das nicht gutheißen. Ebenso wenig gefällt es ihm, dass so viele Herrscher, darunter auch Kaiser Friedrich und dem österreichischen Herzog Leopold, nach Palästina ziehen wollen, denn er bezweifelt, dass ihre Interessen rein christlicher Natur sind und befürchtet Rivalitäten. Walter sehnt sich in Anbetracht dessen nach einem kleinen loyalen Kreuzfahrerheer statt diffusen Armeen unter Philipp, Richard und Leopold. Schweren Herzens verlässt Walter schließlich das Marienkloster zu Godstow und reist nach Marseille.
2.23: Der Greis von Barcellona, 161-164: Robert, der Greis von Barcellona, empfängt Walter, und die zwei verstehen sich auf Anhieb und bewundern einander. Der Tempelherr war schon alt und trug noch seine 50 Jahre alte Ritterrüstung, ist aber im Kopf ganz klar. Er zeigt ihm das Schloss und seine Ritter, die ihm die Umgebung zeigen sollten, doch Walter macht deutlich, dass ihm das zu viel ist. Walter verlässt das Schloss und Robert teilt ihm mit, dass sie sich schon bald wiedersehen werden. Als es um Mathilde und Walter ging, deutet Walter an, dass er sie ihm als zukünftige Gräfin von Anjou vorstellen möchte, was jedoch auf Gelächter Roberts stößt. Er meint, sie würde eher Königin von England und er König von Jerusalem werden. Robert gibt ihm mit auf den Weg, nie mutlos zu werden. Im nächsten Abschnitt kommt Walter wieder in Marseille an. Er erfuhr, dass Richard mit ihm auf Kreuzzug gehen will. Daraufhin geht er nach Brignolle, um Hunberga noch einmal zu sehen und sich zu verabschieden. Als er wiederkommt, trifft er auf Blondel, der schon vor Richard angereist war.
2.24: Der Leser kommt in schlechte Gesellschaft. Eine geringe Schönheit siegt über die schöne Alice von Frankreich, 165-173: Blondel erzählt, wie König Philip mit Alice an den englischen Hof kam und Eleonore, deren Heiratsabsicht erriet, weshalb sie versuchte, Richard mit der unscheinbaren Berengaria von Navarra zu verheiraten. Das mag ihr zuerst nicht recht gelingen, aber nachdem sich Alice und Anna wegen des Grafen Leicester streiten und Anna all die Fehler von Alice vor Richard anklangt, lehnt er ab, diese zu heiraten. König Philip schickt Alice in ein Kloster, Anna wird auf dem Weg ins Kloster Godstow ermordet. Richard heiratet schließlich Berengaria. Blondel befürchtet, dass Eleonore die Abwesenheit Richards ausnutzt, um noch mehr Unheil anzurichten als ohnehin schon und dass auch die beiden Statthalter ihr nicht Einhalt gebieten könnten. Richard und König Philip mustern je 50.000 Mann und haben kleinere Streitereien; Philipp zwingt Richard nur die Hälfte seines Heeres zu mustern. Walter von Montbarry samt eines kleinen Heeres, Richard und König Philip machen sich auf den Weg nach Palästina. Walter und Richard planen über Marseille ins Heilige Land zu reisen, während Philip aus Genua seinen Seeweg antritt.
2.25: Der Leser ist zweifelhaft wer von beiden am törichsten handle, der große Isaak Comnenus, oder die stolze Eleonore, 174-180: Richard kommt in Marseilles an und begrüßt Walter brüderlich. Das Verhältnis zwischen Walter, Richard und dessen Gattin Berengaria scheint aufgrund von Blondels Rolle als Mediator friedlich zu verlaufen, was die Königin Eleonore besonders stört. Blondel kehrt wieder zurück und die Königin Eleonore beschließt, um über ihre Schwiegertochter indirekt Einfluss auf Richard auszuüben. Schließlich machen sich Walter, Richard, Berengarien und Eleonore auf den Weg nach Palästina, doch die Flotte von Richard muss wetterbedingt in Messina in Sizilien zwischenlanden. Auch König Philipen, welcher aus Genua abgesegelt ist, muss wegen dem Winde in Messina landen. Schließlich sind Richard und König Philipen gezwungen, Monate zusammen in Messina zu verbringen. Auch das Schiff von Berengarien und Eleonore wird von der Flotte abgerissen und legt notbedingt beschädigt im Hafen von Zypern an. Elenore will sich auf dem pseudokaiserlichen Pomp vom Prinzen Isaak der Insel nicht einlassen und schiffen sich auf die gegenüberliegende Seite der Insel, wo sie endgültig landen, da das Schiff untergeht. Die zwei englischen Königinnen erspähen eine Residenz und bitten um Einlass.
2.26: Lady Klifford, 80-181: Der Bote kommt von dem Haus zurück und verkündet, dass sie dort Unterschlupf finden werden. Die Herrin des Hauses stellt sich als Matilde von Tripoli heraus. Trotz des Seitenhiebs Eleonores, aufgrund der Vorgeschichte mit Richard, bewirtet sie alle ihre Gäste vorbildlich.
2.27: Matilde ist vertraulicher gegen Berengarien als vonnöten gewesen wäre, 182-183: Einige Tage vergehen und Eleonore hält weiter an ihrem Groll gegen den König von Zypern fest. Da Matilde sie nicht umstimmen kann, versucht sie es, indem sie einer überneugierigen Berengarien mehr über sich selbst, ihren Aufenthalt auf der Insel und ihrem Verhältnis zum Prinzen Isaak erzählt.
2.28: Etwas von der Prinzessin Zoe und Nureddin Saladins Neffen, 183-190: Matilde berichtet Berengaria, wie ihre Freundschaft zu Prinzessin Zoe im Kloster entstanden ist. Zoe habe Nureddin in Konstantinopel kennengelernt und sich in diesen verliebt. Ihr Vater, König Isaak, war gegen diese Liebe. Matilde erzählt von ihrer Aufnahme am Hofe des Prinzen Isaaks. Als Zoe erfährt, dass Matilde die Tochter des Grafen von Tripoli ist, bittet sie ihre Freundin, sich bei ihrem Vater zu melden, in der Hoffnung bald wieder mit Nureddin vereint zu sein. Am Tag von Matildes Abreise findet diese eine Brief von Zoe, in dem sie schreibt, sie würde unter Matildes Namen in das Heilige Land reisen, mit der Absicht ihren Geliebten aus der Gefangenschaft zu befreien; Berengaria erfährt von Matilde über deren Liebe zu Walter.
2.29: Berengaria schwatzt. Die Königinnen verlassen Matilden. Prinz Isaak beobachtet selbst in der Gefangenschaft kaiserlichen Wohlstand, 191-194: Berengaria erzählt Eleonore die Geschichte, die ihr Matilde erzählt hat und gibt dabei auch die Liebe zwischen ihr und Walter preis, die der alten Königin Eleonore missfällt und sie beginnt aufgrund dessen Matilde zu verachten. Auch die fast gänzlich beschädigte Flotte des Königs legt in Limisso an und müsste sich den gleichen Bedingungen wie die der Königinnen zuvor beugen. Er wehrt sich. Durch sein Heer kann Richard sich durchsetzen und nimmt den Prinzen Isaak gefangen. Der stellt die Forderung, in goldenen oder diamantenen Ketten seine Gefangenschaft abzusitzen, die seinem Rang würdig wären. Berengarien erzählt Richard von Matilde, als sie um Gnade für den Prinzen bittet. Richard lässt den König Isaak frei, als er von seiner Bekanntschaft mit Matilde erfährt. Richards spätereren Beinamen „Löwenherz“ wird angeführt, aufgrund seines mutigen und grimmigen Kampfgeschicks; diese brutale Kampffertigkeit macht Matilde und Berengaria erst überhaupt auf Richards Anwesenheit auf der Insel aufmerksam.
2.30: Berengaria tut Matilden durch ihre Geschwätzigkeit einen wichtigen Dienst, 194-195: Richard kann es nicht glauben, dass es sich wirklich um seine vergangene Liebe Matilde handelt und vergewissert sich. Berengaria erzählt Matildes Geschichte. Walter kann es kaum erwarten, am folgenden Tag zu ihr zu gehen; Richard beneidet Walter um Matildes Liebe.
2.31: Wiedersehn, Liebe, Einfalt und Bosheit, 195-200: Ein Schleier wird über die Szene des Wiedersehens gezogen, um den neugierigen Leser im Phantasiegenusse zu belassen ... Walter sieht seine Matilde endlich wieder! Tage des Liebesglückes vergehen nun wie im Traume, der wirkliche Kreuzzug indessen, er darf nicht weiter seiner Erfüllung harren! Richard Löwenherz also, von seiner Eifersucht gequält, reißt im Verein mit seiner Königin und seiner Königinmutter die Liebenden zärtlich aus ihrem Traume, um in den Krieg zu ziehen. Berengaria ist derweilen bereit, wo notwendig ihren geliebten Richard auch in einer ménage à trois zu teilen ... weiters sorgt die naive und gute Berengaria dafür, dass Matilde, die gute Matilde, mit in das Heilige Land kommt. Darob erbost die alte Eleonore derart, dass sie mit rotem Kopfe auf der blühenden Insel Zypern verbleibt und die alte Königin beschließt zurück nach England zu reisen.
2.32: Angelegenheiten der Christenheit, 200-203: In Jerusalem herrscht weiterhin Saladin, doch die Tempelherren haben aufgrund Terrikusʼ Versagen als Großmeister Gerhard von Riedesser zu dessen Nachfolger gewählt, der es schafft, einige Gefangene zu befreien und Gebäude wieder unter christliche Gewalt zu bringen. Er holt sich den Fürsten von Tyrus zuhilfe, Konrad von Montferrat. Dieser will zwar auf Seite der Christen kämpfen, aber nicht an der Seite von Veit und Gerhard, mit denen er den Ruhm teilen müsste, doch Veit fleht ihn so lange an, bis er einwilligt. Jede Hilfe kommt aber zu spät und Gerhard fällt mit 18 weiteren Tempelherren in der Schlacht zu Akkon. Terrikus kehrt mit Truppen und Unterstützung des Heiligen Römischer Kaisers nach Jerusalem zurück und wird aufgrund mangelnder Alternativen erneut zum Großmeister erhoben, Walter, Richard und Philip erreichen Jerusalem. Walter bringt die schwangere Berengaria und Matilde nach Tabaria; Matilde eilt umgehend zu ihrem geschwächten Vater, der nach ihrem Besuch stirbt.
2.33: Richard verliert seine Gemahlin, und Walter seine Geliebte, 204-209: Richard mischt sich nicht in die Querelen der vor Ort vertretenen Kräfte ein und will umgehend gegen die Sarazenen bei Akkon vorgehen. Nach wenig Diskussion passiert dies auch: Richard, Walter und Leopold von Österreich belagern Akkon und erobern dieses auch. Die Verhandlungen zur Zurückgabe mit Saladin scheitern aber immer wieder an Richards hohen Forderungen. Aus Frust lässt Richard sarazenische Kriegsgefangene misshandeln, was wiederum Saladin dazu bringt, einen Angriff auf Tabaria – welches er bisher aus Respekt vor Raimund in Ruhe gelassen hatte – durchzuführen. Dies gelingt ihm, auch weil die Jerusalemer Könige (nach dem Tod Sybilles gibt es hier Unklarheiten über die Herrschaftsfolge) sich nicht dazu entscheiden, Jerusalem zu belagern. Walter und Richard eilen nach Tabaria, doch kommen zu spät. Berengaria ist verstorben, Matilde – der Berengaria im Sterben ihre Nachfolge nahe legte – in den Händen Saladins. Walter und Richard schwören Rache.
2.34: Vorbereitungen zu einem Abenteuer, 209-214: Richard ist niedergeschlagen vom Tode Berengarias, wie Walter will er aber Matilde aus sarazenischer Hand befreien. Richard schlug zuerst vor, Matilde um jeden Preis freizukaufen, weil Jerusalem wegen eines Beschlusses unangreifbar war, aber Walter möchte dies nicht, da er weiß, dass Verhandlungen mit den Sarazenen sehr schwierig sind. Da Saladin Walter freies Geleit zugesprochen hat, will er den sarazenischen Heerführer persönlich treffen, um hierbei für die Befreiung Matildes zu bitten. Richard will Walter unbedingt begleiten, aber Walter protestiert, dass dies viel zu gefährlich ist so für den Englischen König. Walter gibt aber Richards Bitte schließlich nach, nachdem dieser vorschlägt, Walter verkleidetet als namenloser Templer zu begleiten und sie brechen nun in Richtung des sarazenisch-besetzten Jerusalems auf, wo sich Saladin aufhält. Die zwei meiden die Hauptstraße und traversieren stattdessen verdeckt auf Schleichwegen das Gebirge. Sie gelangen in ein besiedeltes Tal.
2.35: Der Alte vom Berge, 214-217: In diesem Tal leben die Assassinen, ein „Volk von Meuchelmördern“, die einem scheinbar allwissenden alten Mann unterstehen. Hier verbringen sie einige Tage und freunden sich mit diesem Fürsten an. Nachdem sie ihm ihre Namen verraten, gibt er sich als Freund Saladins zu erkennen und beauftragt die beiden Brüder, Konrad von Montferrat seine Rache anzukündigen. Kurz darauf ziehen Walter und Richard weiter.
2.36: Richard, Walter und Saladin, 217-219: Walter und Richard kommen in Jerusalem an, wo sie sofort von Saladin empfangen werden, welcher überrascht ist, Walter zu sehen. Dieser fordert Saladins altes Versprechen, jederzeit zu ihm kommen zu dürfen, ein und der Sultan gibt nach. Saladin fragt Walter, wer sein Begleiter sei. Als Walter meint, seine Kleidung spreche für sich, bittet Saladin Walter ihm direkt zu antworten, da er weiß, dass der Ritter nicht lügen würde. Walters peinlich berührtes Schweigen daraufhin und Richards trotziges Verhalten sprechen für sich und Saladin scheint bald zu vermuten, dass es sich beim Begleiter um Richard handelt. Saladin sieht sich bereit, Walter seine Matilde zurückzugeben, wenn der Ritter der Meinung ist, dass sie bei seinen Glaubensgenossen besser aufgehoben ist als bei den Sarazenen. Saladin bittet Walter zu bleiben, weil er um ihn fürchtet. Daraufhin führt er Walter, und, weil die beiden Ritter drauf bestehen, Richard in seinen Harem, wo drei Damen sich unterhalten, von denen sich eine entfernt, als sie die Männer kommen sieht.
2.37: Abenteuer in Saladins Harem. Ein trauriger ahndungsvoller Abschied, 219-227: Walter und Mathilde treffen wieder aufeinander. Sie erzählt dass sie, nachdem Tabaria erobert wurde, bei der Mathilde von Saladin gefangen genommen wurde. Trotzdem wurde sie wegen ihrem Status gut behandelt. Sie lebt mit ihrer alten Freundin Zoe zusammen und scheint auch sonst in guter Gesellschaft. Mathilde hörte aus ihrem Zimmer ein komisches Geräusch, welches sie nicht zuordnen konnte, woraufhin sie und Zoe beschlossen, der Sache auf den Grund zu gehen. Sie verrückten das Zimmer und fanden eine Tür. Hinter dieser fanden sie eine abgemagerte, schwache Person, die sich als Remigia herausstellte. Nachdem Heraklius Gefallen an Remigia gefunden hatte, wurde sie von der eifersüchtigen Sibylle eingesperrt und gequält. Zoe und Mathilde kümmern sich um sie, bis sie wieder gesund wird. Die scheinbar geläuterte Remigia bat bei Mathilde um Vergebung für das, was sie ihr angetan hatte. Sie bittet Walter auch um Vergebung. Er vergibt ihr, ist jedoch immer noch misstrauisch. Am Ende des Kapitels hält Walter um Mathildes Hand an. Walter spürt innerlich, dass er vermutlich am Ende nicht mit ihr sein kann, da er eine Vorahnung von seinem Tod hat. So lässt er sich versprechen, dass sie in diesem Falle Richard heiraten soll. Da Mathilde nicht bereit ist, dies zu versprechen, bindet Walter Richard in ihrer Vertretung Mathildes rosafarbenen Schleier um die Hüfte. Walter und Richard verlassen Jerusalem und machen sich auf den Weg nach Tabaria.
2.38: Walter steht vor Gericht, wird seiner Ordenszeichen beraubt, und geht mit Konraden als Pilger nach Rom, 227-233: Tabaria ist wieder in den Händen der Christen. Walter wird von seinen Ordensbrüdern angeklagt, weil er gegen die Regeln des Ordens verstoßen hat, unter anderem war er heimlich nach Jersualem gereist, verkehrte mit einem bekannten Räuber und Meuchelmörder wie auch mit Saladdin. Sein Bruder Richard versucht, Walter zu schützen, doch das Urteil ist eine abgemachte Sache einiger Ordensbrüder. Sie wollen Walter nicht bei sich haben und verbannen ihn schließlich von ihrer Seite. Walter wird das Kreuz, der Ring, Mantel und Schwert abgenommen und an den Papst weitergeleitet. Konrad legt auch seine Ordenskleider ab und begleitet ihn.
2.39: Papst Cölestin der Dritte. Die beiden Tempelherren werden Carmelitermönche, 233-236: Walter und Konrad reisen nach Rom, nachdem Walter aus seinem Ritterorden ausgeschlossen worden ist. Diese Reise ist eine schwere Zeit für ihn, da er nicht nur seine Ehre verloren hat, sondern auch von allem, was ihm lieb ist, getrennt wurde. Er tritt vor Papst Cölestin den Dritten. Dieser Papst ist bekannt dafür, Menschen in Not zu helfen und hatte zuvor auch Longchamp unterstützt, welcher sich in einer ähnlich schwierigen Lage befunden hatte. Cölestin gewährt Walter seine Bitte um Aufenthalt in einem Karmeliterkloster als Buße. Gemeinsam mit Konrad zieht Walter sich in einem Kloster in der Nähe von Aquileja zurück und beginnt dort, mit der Unterstützung Konrads, ein ruhiges Leben zu führen.
2.40: Ein Pilger aus dem heiligen Lande meldet sich bei unsern Mönchen, 236-238: Walters Aufenthalt im Kloster war vom Papste auf zwei Jahre, zwei Monate und zwei Tage angesetzt. Ein Monat nach seiner Ankunft kommt ein Brief von Grossmeister Terrikus an, welcher Walter sehr schlecht darstellte. Der Papst durchschaut zwar die Bosheit der Beschuldigungen, ist sich aber auch nicht mehr ganz sicher, wie unschuldig Walter war. Walter lebte im Kloster sehr streng und zurückgezogen und nicht so frei wie die anderen Mönche. Er und Konrad von Staufen werden deshalb als mürrische Sonderlinge bezeichnet. Die einzige Freiheit des Klosters, der sich Walter bediente, war die Erlaubnis, Briefwechsel zu führen und Fremde zu sehen. Er schreibt Richard und Matilden, bekommt aber keine Antworten. Eines Tages meldet sich ein Pilger im Kloster – es ist Richard.
2.41: Neue Züge von den christlichen Gemütern der kreuzfahrenden Helden. König Richard ist auf  gefährlichem Wege, und reder Lästerworte wider den Papst, 238-248: Richard erzählt davon, wie er nach Akkon zieht und dort die Tempelritter über Walters Schicksal in zwei Lager gespalten findet. König Philip und Richard ziehen gegen Jerusalem, allerdings entfernen sich Konrad von Montferrat und Leopold vorzeitig im Streit. Wegen Philips mäßigem Engagements muss die Belagerung abgebrochen werden, der beschließt, nach Frankreich zurückzukehren. Jedoch leistet er Richard den Schwur, dessen Ländereien vorerst in Ruhe zu lassen. Richard belagert Jerusalem erneut, wobei ihm die Eroberung beinahe gelingt, hätte nicht der Herzog von Burgund die eroberten Stellungen freiwillig wieder aufgegeben, um dafür Saladin zu erschlagen. Danach zieht der Herzog ab, sodass Richard alleine Jerusalem belagert und schließlich mit Nureddin einen Waffenstillstand schließt, bevor er nach Akkon zieht. Konrad wird bei Tyrus von Anhängern des Alten vom Berg ermordet. Obwohl die Täter gestehen und der versterbende Konrad dies bestätigt, versucht man Richard den Mord in die Schuhe zu schieben. Die Lüge verbreitet sich auch in Europa, sodass Richard dort als Mörder gilt, weshalb er heimreisen muss, um seine Unschuld zu bezeugen. Zudem hat sich König Philip vom Papst von seinen Schwur befreien lassen und greift die Länder des Richard an, was die Reise noch dringlicher macht. Bei Joppe trifft Richard auf Leopold, der ihn ebenfalls des Mordes an Konrad bezichtigt, was die beiden zum Zweikampf bewegt, den Richard schnell gewinnt und so Leopold zwingt, seine Unschuld anzuerkennen, woraufhin Richard gen Frankreich reist. Auf dem Weg wurde Richard wegen des ungünstigen Wetters von dem Rest seines Gefolges getrennt, sodass er nun alleine im Pilgerkleid durch die Gebiete der ihm feindlich gesonnenen Herrscher Leopold und Kaiser Heinrich zieht. So will er auch von dem Kloster aus weiterziehen, um sicher in seinen Landen anzukommen.
2.42: Walters ahndende Sorgen wegen Richards gefährlicher Reise werden bestätigt, 248-251: Es vergeht ein halbes Jahr, in welchem Walter und Konrad nichts von Richard hören. 5 Monate vor Ende der Strafe möchte Walter herausfinden ob er in Palästina denn noch verbündete hätte. Aus Angst dass sein Brief, wie die an Mathilde und Richard, ihren Empfänger nicht erreichen würde, wollten sie ihn einem Pilger mitgeben, welcher das Kloster aufsuchte. Nach längerem Überlegen entschieden sie sich für einen von ihnen. Er stellte sich als Blondel heraus. Er berichtet, dass Richard noch nicht nach England zurückgekehrt war und dass er sich unbemerkt auf den Weg gemacht hat ihn zu suchen. In Sorge um den verschwundenen König reist Blondel schnellstmöglich wieder ab und Konrad reist nach Rom um eine verkürzung der Strafe zu erbitten.
2.43: Gute Nachrichten von Blondeln, und schlechte vom Papste – Cölestin übt sich im Absolvieren, Trösten, Prophezeien und Versprechen, 251-255: Walter und Konrad wollen das Kloster frühzeitig verlassen, Papst Cölestin kann ihnen diesen Wunsch allerdings nicht gewähren. Er verspricht den beiden, dass er sich dennoch um den verschollenen Richard kümmern wird. Bald erfahren sie, dass der Herzog von Oesterreich mit Richards Verschwinden zu tun hat. Blondel bittet die Freunde in einem Brief, die päpstliche Suchaktion aufzuheben, da er selbst auf einer guten Spur ist. Nachdem die Zeit der Ritter im Kloster zu Ende geht, rät ihnen der Papst, sich schnell zurück nach Palästina zu begeben und berichtet von Terrikus Tod. Der Papst erklärt Walter, warum seine Hoffnungen auf die Grafschaft Anjou vergeblich sind, er sieht ihn als zukünftigen König Jerusalems.
2.44: ist das fröhlichste im ganzen Buche, 255-261: Walter und Konrad treten ihre Reise an. Im Hafen zu Joppe angekommen sehen sie unzählige Schiffe stehen und auf die Frage, weshalb sich im Hafen so viele Schiffe befänden, bekommen sie die Anwtort, dass die Tempelritter im Begriff sind eine große Gesandtschaft nach Europa zu schicken, um einen neuen Großmeister zu holen, da der vorige, zutiefst verhasste Terrikus vor einiger Zeit gestorben ist. Walter wird am Hafen erkannt und seine Amnkunft wird groß gefeiert – die Tempelritter feiern die Ankunft beziehungsweise Rückkehr ihres Großmeisters. Walter ist erfreut über diesen Empfang doch in seinem Inneren ist er zerrissen, denn als Großmeister kann er nicht Mathildes Gemahl werden. An seinem Totenbett lässt Saladin Mathilde zu sich kommen, um für ihre Sicherheit zu sorgen. Er lässt sie zur verwitweten Fürstin von Tyrus, Isabelle, bringen, welche Mathilde ins Herz schließt. Mit Saladins reichen Geschenken kaufte sich Mathilde ein Landhaus in der Nähe von Joppe und dort hält sie sich auch auf, als sie von Walters Rückkehr erfährt. Als Walter Mathilde wiedersieht ist für ihn klar, dass er zu ihr gehört und er sich von seinem Ordensgelübde losmachen muss. Er erhält eine Nachricht von Blondel, dass Richard gerettet und wieder zurückgekehrt sei. Richard verablasste, dass, bis zu seiner Ankunft, Walter als Großmeister der Tempelherren als Anführer seiner Truppen anzuerkennen. Walter war froh über diese Verstärkung, denn der Waffenstillstand mit den Sarazenen geht dem Ende entgegen.
2.45: Falsches Lächeln des Glücks, 262-267.
2.46: Der große entscheidende Tag naht heran, und Waltees beide Freunde erscheinen, bei demselben gegenwärtig zu sein, 267-269: Isabelle von Montferrat und Herfrand machen sich Hoffnungen, König bzw., Königin von Jerusalem zu werden und reisen nach Antiochien, um sich dort mit dem Fürsten und Philip zu treffen. Mathilde zieht zu ihrer Stiefmutter auf ein Schloss in der Nähe von Jerusalem, Walter macht währenddessen bei der Belagerung von Jerusalem Fortschritte und setzt den Tag für die Eroberung der Stadt fest. Richard und Blondel sind indessen unerkannt nach Palästina gereist, um Walter zu unterstützen. Blondel freut sich über das Wiedersehen mit Matilde, als die drei sie gemeinsam besuchen. Mathilde hat, als sie Richard begrüßt und ihren Schleier sieht, den Walter ihm geschenkt hat, eine unerfreuliche Vorahnung und denkt an das Versprechen, dass sie Walter gegeben hat. Auch Walter hat ein ungutes Gefühl. Um die traurigen Gedanken zu vertreiben, bittet er Blondel, die Geschichte von Richards Befreiung zu erzählen.
2.47: Geschichte von Richard Löwenherz und seinem Blondel, 269-278: Blondel erzählt die Geschichte von seiner Befreiung Richard aus dem Kerker von Herzog Leopold von Österreich. Um Pfingsten veranstaltet der Herzog prunkvolle Feierlichkeiten. Zu diesen sollen auch ein Trouverre auftreten. Richard ist auf seiner Durchreise auf diese Feierlichkeiten gestoßen und erhofft sich dem Herzog unentdeckt seine Meinung über ihn zu offenbaren. Er singt ein Lied für Leopold über einen Herzog, der seine Bundesgenossen in Palästina im Stich lässt. Leopold erkennt ihn und demütigt ihn, indem er Richard für seine Beleidigungen reich bezahlt, was Richard zurückweist. Ein junger Ritter, Wardrewe, soll in Folge ein Lied über den König von England als Meuchelmörder singen. Richard ist außer sich und greift den Ritter an. Anschließend wird er angeklagt, zu Unrecht angegriffen zu haben und verurteilt. Richard soll den Herzog um Gnade bitten, der sich jedoch weigert. Er wird einem Löwen vorgeführt. Mithilfe Mathildes Schleier kann er den Löwen besiegen. Trotz dem Versprechen seiner Freiheit im Falle eines Sieges wird er in den wieder in den Kerker gebracht. Blondes sucht lange vergebens nach seinem guten Freund. Am elften Gefängnis, an dem er auf seiner Harfe die vertrauten Lieder spielt, hört er Richard Stimme, die sein Instrument begleitet. Mithilfe der Tochter des Kastellans, die sich in Blondel und seine Lieder verliebt hat, schaffen sie die Flucht. Richard geht nach England und schafft wieder Ordnung.
2.48: Der letzte Abschied, 278-280: Blondel will seiner Erzählung mehr hinzufügen, kommt dazu aber nicht mehr, da die Versammlung der Freunde gestört wurde. Sie brechen sofort zur Szene auf, aber Konrad hatte bereits den Kampf gewonnen, bevor die anderen eintreffen konnten. Er erfährt von einem Soldaten aus Jerusalem, dass drei Grafen (Graf Philip, Herfrand und der Fürst von Antiochien) sich zu den Sarazenen bekennen, und rät zu mehr Vorsicht. Bestürzt nimmt Walter von Matilde relativ distanziert Abschied und redet ihr nochmal ins Gewissen, im Falle seines Todes Richard zu heiraten.
2.49: mag der Leser selbst überschreiben, 280-283: Walter erwacht am Tage der Schlacht aus einem Traum, in welchem ihm Robert Burgundio die Krone Jerusalems (oder eine noch herrlichere) verspricht, nur um von Konrad und Blondel über dessen Tod informiert zu werden. Nicht bewegt vom Gedanken an den Tod, wappnet sich Walter für die Schlacht, diese verläuft auch anfangs erfolgreich, bis Walter beim Versuch, einen Ausfall der feindlichen Truppen aufzuhalten von zwei seiner eigenen Leute hinterrücks überfallen wird. Konrad, der Walter beschützen will, fällt ebenso. Die Belforten und Richard scheitern ebenfalls, Richard schafft es nurmehr die Leichen Walters und Konrads zu retten. In Richards Zelt kommt Walter kurz zu sich, erkundigt sich nach Konrads Schicksal und spricht Matilde dem Richard zu. Diese wird zwar von Blondel geholt, erreicht Walter aber zu spät, er ist tot. Richard reist unvermittelt ab, Matilde ist krank und muss noch eine Weile im heiligen Land bleiben, widerwillig kehrt sie nach ihrer Genesung nach Europa zurück. Zuerst nach Brignolle, dann wird sie Richards Frau, die sie für acht oder neun Jahre bleiben sollte (wohl bis Richards Tod 1199). Den Rest ihrer Tage verbringt sie in Brignolle, in regem Austausch mit Blondel, der am Hof von Marseille unterkommt. Die Erzählerin stellt die Frage, ob die Opfer gerechtfertigt waren, die Walter brachte und verweist (wohl zum Trost der Leser) auf die Seligkeit des Jenseits, die Walter zuteilwird.

## Rezeption
Es gibt eine rezente Schule der Literaturwissenschaft, die das Werk Benedikte Nauberts, und nicht zuletzt auch den Walter von Montbarry, in seine Überblicksdarstellungen nicht aufnimmt. Es wird der männliche Scott als Anfang gesetzt und damit doch nur die schwierige 200-jährige Rezeptionsgeschichte Nauberts seit ihrem Todesjahr und ihres Walter als belanglose Trivalliteratur in die Gegenwart verlängert.

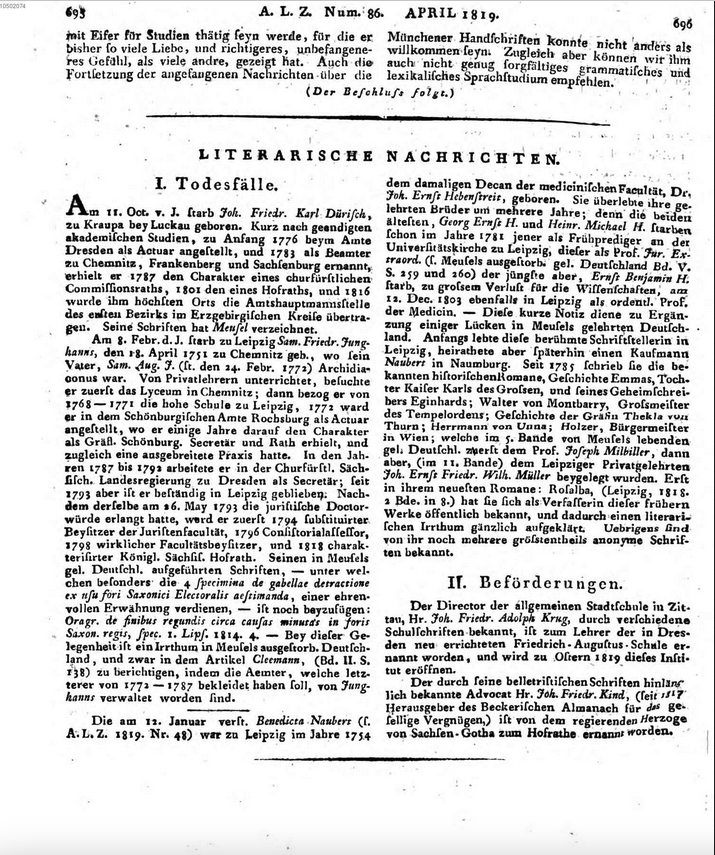
Nachruf auf Benedikte Naubert 1819

In der Epoche ihres Erscheinens hatten Nauberts Romane und insbesondere der Walter von Montbarry eine große Verbreitung und Wirkung auf die Zeitgenossen, auch auf die literarische Szene. Sinnbildlich dafür steht die Würdigung des Walter durch Christian Gottfried Körner in seinem Brief an Schiller, der gerade seine Geschichte des Abfalls der vereinigten Niederlande von der spanischen Regierung veröffentlicht hatte und noch immer nach einer finanziellen Lebensgrundlage suchte, am 2. November 1788:

„Mir fällt ein, ob eine gewisse Art historischer Romane, wie Walter von Montbarry, Hermann von Unna etc., die bei Weygand herauskommen, keine Arbeit für Dich wäre, um in Nebenstunden ohne Anstrengung Geld zu verdienen. Alle diese Produkte scheinen von einem Manne und von keinem mittelmäßigen Kopfe zu sein. Die Wahl der Situationen ist großentheils glücklich, der Ton des Erzählens natürlich und zweckmäßig, der Styl ziemlich correct; kurz das Ganze interessiert, und doch sieht man, daß der Verfasser sich's nicht hat sauer werden lassen. (...) In den Romanen, welche ich meine, werden nicht bekannte Begebenheiten geschildert, sondern Schicksale unbekannter Personen, die in diese Begebenheiten verflochten waren, und dadurch abenteuerlich wurden, ohne unnatürlich zu sein.“

Obwohl sich Nauberts Werke zu ihren Lebzeiten großer Beliebtheit erfreuten, gerieten sie mit der nachnapoleonischen Epochenwende zunehmend in Vergessenheit. Es gab noch einen Nachruf in der Allgemeine Literatur-Zeitung vom April 1819 (siehe Bild), nachdem ihre Autorschaft erst kurz zuvor bekannt geworden war. Schon im September 1787 war in der gleichen zentral bedeutenden Zeitschrift der Walter von Montbarry sehr vorteilhaft rezensiert worden. Den lesenden Zeitgenossen waren ihre Romane noch eine Bildungserfahrung: Sie galt dem literarischen Deutschland als eine Berühmtheit.
Ihre Romane, deren Stoffe und deren Stil wurden zum Material vieler Schriftsteller. Das galt insbesondere für den Walter von Montbarry. Da sie anonym erschienen waren, musste man wenig Rücksicht auf angemessene Referenzen legen. Novalis, Schiller, Kleist, Meyer, von Arnim, Fouqué waren unter denen, die die Arbeiten von Naubert für ihre eigenen Texte aufnahmen. Unter der Intendanz Goethes wurde in Weimar eine Version des Romans Hermann von Unna inszeniert. Immer wieder vermutete man renommierte männliche Schriftsteller ihrer Gegenwart als Autoren ihrer Romane, insbesondere des Walter von Montbarry, denen dann immer nur ein Dementi blieb.
Die Abwertung ihrer Romane als Unterhaltungs- und Trivialliteratur in einer Literaturwissenschaft, die sich am Ideal der Weimarer Klassik orientierte, verhinderte lange Zeit eine ernsthafte wissenschaftliche Auseinandersetzung mit ihrem Werk und beeinflusste ihre Perzeption als Schriftstellerin bis in die heutige Zeit.

## Ausgaben
- Walter von Montbarry. Grossmeister des Tempelordens. In zwey Bänden. In der Weygandschen Buchhandlung, Leipzig 1786.
- Walter von Montbarry. Großmeister des Tempelordens. 3 Bände. Wallishauser, Hohenzollern (und Wien) 1792.
- Walter De Monbary. Grand-Maitre Des Templiers. Roman Historique. 4 tomes. Maradan, Paris 1798.
- Walter de Monbary. Grand master of the Knights Templars. 4 volumes. Lane & Newman, London 1803.
- Benedikte Naubert: Walter von Montbarry. Großmeister der Tempelordens, 2 Bände (hrsg. von Sylvia Kolbe). Engelsdorfer Verlag, Leipzig 2007, ISBN 978-3-86703-576-7.